# Istoria Sucevei

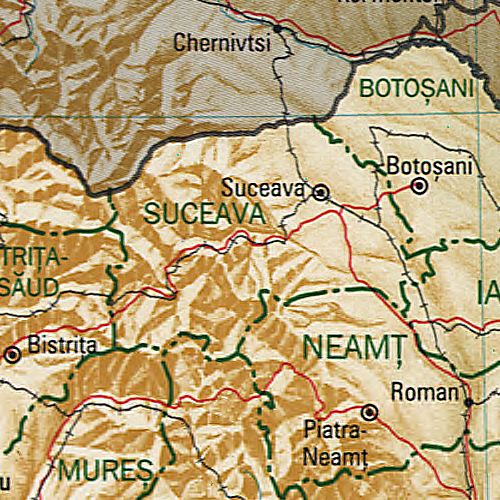
Localizarea geografică a municipiului Suceava în județul Suceava, nord-estul României

Acest articol cuprinde, pe scurt, din Paleolitic până în Epoca contemporană, istoria Sucevei, oraș reședință de județ pentru județul cu același nume din nordul regiunii istorice românești Moldova și, respectiv, sud-estul Bucovinei. Astfel, articolul prezintă istoricul și dezvoltarea așezărilor umane de pe teritoriul municipiului Suceava de-a lungul timpului precum și primele atestări documentare ale acestuia datând din perioada medievală (mai precis din Evul Mediu târziu).
Suceava este unul dintre cele mai importante și vechi orașe istorice romanești, fiind una dintre fostele capitale ale Principatului Moldovei (două aflându-se pe teritoriul județului Suceava, mai exact Baia și Siret, iar două în afara acestuia, mai precis Hârlău și Iași în județul Iași) timp de două secole (până în anul 1566), cu o cetate impunătoare care nu a fost cucerită niciodată în urma asediilor armatelor invadatoare străine (i.e. cele otomane respectiv poloneze). Totodată, în Evul Mediu, Suceava a fost un târg important și prosper, cu anumite meșteșuguri practicate, printre care cel mai notabil fiind cel al cojocăriei (i.e. negustoria cu blănuri). La fondarea orașului medieval Suceava au contribuit germani de asemenea (ca în cazul fondării primei capitale a Moldovei, mai exact Baia), mai precis sași transilvăneni (o comunitate mică numeric dar influentă și importantă din punct de vedere economic de meșteri și negustori germani a trăit în Bucovina de astăzi în decursul secolelor XIV–XVII). Conform istoricului Simion Florea Marian în opera sa literară „Legende istorice din Bucovina”, legenda întemeierii Sucevei are la bază un grup de păstori care s-au adăpostit de secetă în apropierea râului Suceava.

## Perioada străveche: Preistorie și Antichitate
Condițiile favorabile de habitat din bazinul hidrografic mijlociu al Sucevei au determinat popularea timpurie a zonei adiacente râului cu același nume. În anul 1976 s-au descoperit în apropierea Sucevei unelte de silex care dovedesc locuirea teraselor de pe dreapta râului Suceava în perioada Paleoliticului mijlociu și superior (circa 100.000–10.000 î.e.n.). Prima mare cultură neolitică de tipul Starčevo-Criș (circa 5.000 î.e.n.) a fost atestată în anul 1967 pe malul pârâului Târgului sau Cacaina (Cetății). Urmele culturii Cucuteni găsite la cetatea de scaun, Șipote, Curtea Domnească, dovedesc că la sfârșitul mileniului al II-lea, teritoriul de azi al Sucevei a cunoscut o densitate demografică considerabilă. Epoca Bronzului (2.000–1.200 î.e.n.) este de asemenea reprezentată printr-o serie de descoperiri la Curtea Domnească sau la Siliștea Șcheii (obiecte de bronz, de piatră și os). Continuitatea locuirii pe teritoriul de astăzi al municipiului Suceava este dovedită și de alte descoperiri din Epoca Fierului (ceramică) precum și ulterior din perioada unei așezări a dacilor liberi cu influențe romane (datând din sec. II-III e.n.; locuințe, vetre și cuptoare de ars vase).

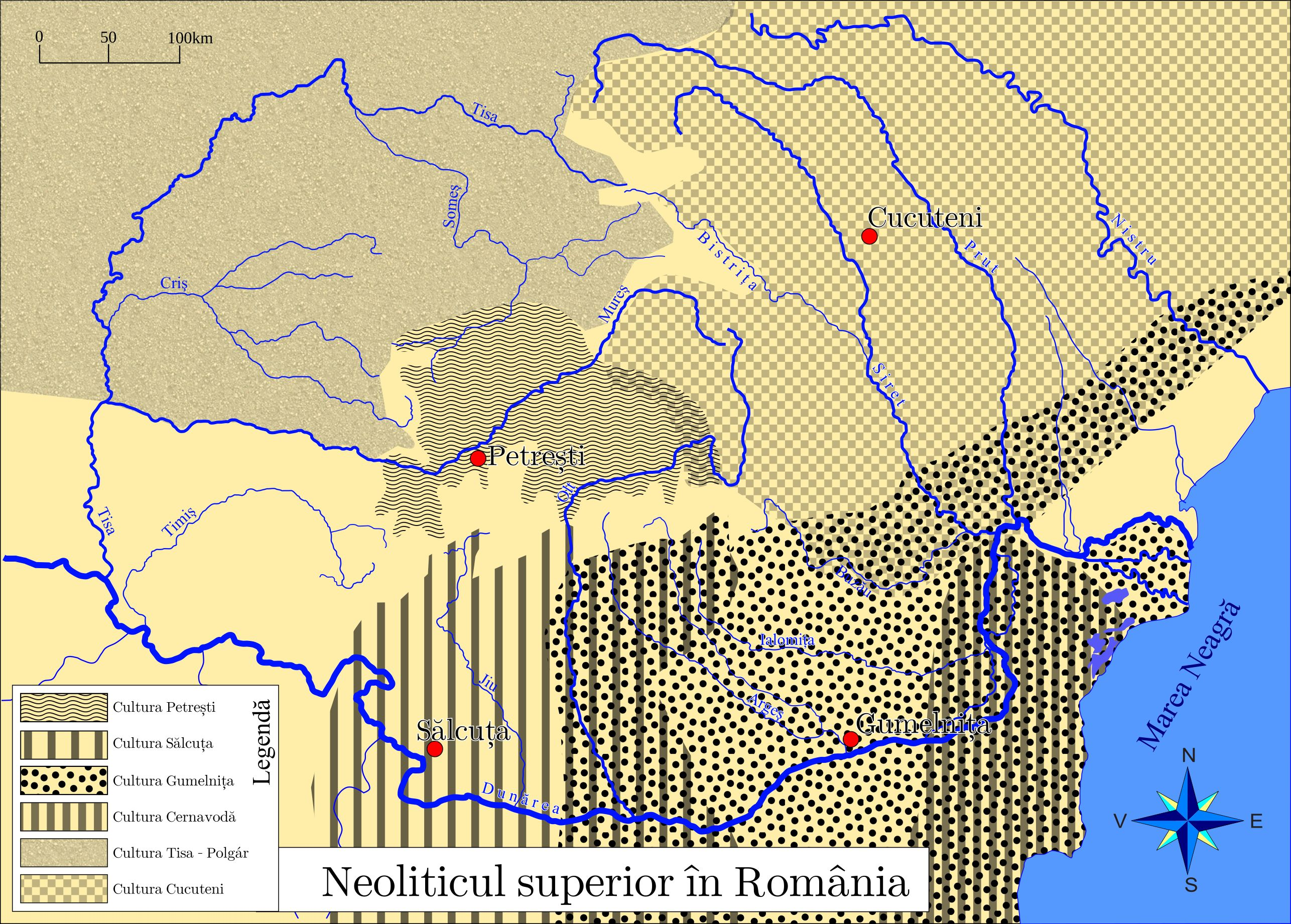
Răspândirea culturii Cucuteni-Tripolia pe teritoriului României contemporane, marcată în mod cadrilat inclusiv în zona municipiului Suceava de astăzi și a unei părți semnificative a județului Suceava de asemenea.

## Perioada medievală

### Primele atestări documentare din Evul Mediu
Perioada de trecere la feudalism este ilustrată de cele circa 45 de așezări aparținând culturii Sântana de Mureș, sau de obiecte descoperite într-o necropolă de la comuna Moara. Începuturile feudalismului (sec. VIII-IX) sunt demonstrate de așezările din zonă care sunt stabile de tipul obștii rurale teritoriale.
Cultura Dridu (sec. X-XI) este atestată și pe teritoriul Sucevei, prin descoperirile de la punctul „Drumul Național”.
Majoritatea istoricilor consideră că orașul a existat înainte de întemeierea statului medieval Moldova. Într-o consemnare slavă, numită Voskrenskaia Letopis din secolul al XII-lea, sunt amintite localitățile „Socăva și Serét” (Suceava și Siret) locuri importante pe drumul comercial european de la Cracovia prin Galiția, Liov, Cernăuți, Siret, Suceava, spre sud la Dunăre.
Cronicarul Nicolae Costin, fiul cronicarului Miron Costin, vorbind despre descălecarea lui Dragoș Vodă (1288 - n.a.), scrie: „Și așa sau aședat venind și alți Moroșeni pre unde le-au plăcut locul, pe sub munte: Români, Sași și unguri, Sucéva târgul l'au descălicat nisce cojocari; Soci se chiamă unguresce cojocar; iar Sucéva = Cojocărie”. Astfel, orașul a avut locuitori germani și maghiari în Evul Mediu, dar și armeni. Acești coloniști au contribuit semnificativ la tranziția Sucevei dintr-un sat la statutul de centru urban.
Unele izvoare străine (e.g., Cronica lui Ottokar de Stiria și Historia lui Jan Długosz) au lăsat să se întrevadă existența uneia sau mai multor formațiuni politice de tip feudal la răsărit de Carpați. Este menționat, de pildă, cu ajutorul pe care oastea unei asemenea formațiuni l-a dat în 1325 (se presupune că această formațiune este Suceava), regelui Poloniei în lupta pe care acesta a dus-o împotriva margrafului de Brandenburg.
Că orașul Suceava exista înainte de „descălicarea lui Dragoș”, stă dovadă o geografie rusească anterioară anului 1347 în care se arată ca existând orașele Baia și Suceava.
Tot de asemenea spune și Stricovski, că cronicile litvane și rutene ar mărturisi că pe „principile litvan Iuga Koriatovici, din cauza deosebitei sale bravuri invitându-l la domnia Moldovii, îl coronară la Suceava”.
„În 1348 Bogdan I deslepsi Moldova de Coróna Unguréscă și-și aședă capitala în Sucéva. Iuga Koriatonovici fu încoronat aici în 1374. El înființă Mitropolia Sucevei, pentru țara Moldovei cu Binecuvântarea Mitropolitului Romàno-Bulgar din Ohria fiind cel dintâi mitropolit Teoctist I”.
Perioada secolelor XI-XIV, în prima parte a acesteia, a fost dominată, din punct de vedere politic, de impactul ultimului val de migratori - unguri, pecenegi, cumani sau tătari, a căror suprapunere peste societatea românească, în cazul zonei Sucevei, a fost doar nominală.
Prima mențiune a existenței orașului Suceava apare în lista așezărilor franciscane în orașe din anul 1345 între orașele din Moldova fiind și Scotorix (Suceava).
Prima menționare sigură a Sucevei, în strictă ordine cronologică și cea mai veche mențiune datată a numelui său, e cea din 10 februarie 1388 din actul dat de Petru I Mușatinul în Cetatea Sucevei, în legătură cu împrumutul pe care i-l ceruse regele Poloniei.
Tot în 1388 este menționat și orașul Suceava, nu ca loc de emitere a unui document, ci efectiv ca așezare urbană, este vorba de un act emis de catolicosul armenilor, Teodoros al II-lea, la 18 august, în care armenii din mai multe orașe, între care și cei din Suceava (Ciciov) sunt supuși juristricției scaunului episcopal de Liov. În lista orașelor intitulată „Așa se cunosc orașele rusești îndepărtate și apropiate” alcătuită între anii 1388 și 1391, este menționat de asemenea și orașul Suceava. Despre oraș mai avem indicații precise și în anul 1390, atunci când trimișii lui Mircea cel Bătrân și ai regelui Poloniei s-au întâlnit la Suceava unde au semnat convenția în orașul de reședință: „in partibus Moldavie oppidi Soczow”. În timpul Evului Mediu târziu, în orașul Suceava funcționa legea de origine germană de tip Magdeburg (cunoscută ca Drepturile Magdeburg de asemenea; germană Das Magdeburger Recht). Mai mult, orașele fortificate medievale săsești Sibiu (germană Hermannstadt), Brașov (germană Kronstadt) sau Cluj-Napoca (germană Klausenburg) au avut relații comerciale importante cu Principatul Moldovei în Evul Mediu, mai ales prin drumul principal de comerț reprezentat de artera Sibiu-Brașov-Suceava.
Mutarea centrului politic de la Siret la Suceava a fost însoțită de extinderea localității și de creșterea numărului locuitorilor săi. Printre măsurile luate de Petru I Mușat în noua reședință domnească a fost și aceea de adaptare a unei noi gândiri în organizarea spațiului urban. Astfel, Petru I Mușat renunță la vechea fortificație a așezării premușatine, ia măsuri de umplere a șanțului de apărare din jurul vechiului necleu dens construit în preajma bisericii Mirăuților și de ridicare, pentru nevoile sale proprii și ale domniei a unei construcții mari din lemn (19-6 m) la circa 250m vest de biserica amintită, de fapt primul nucleu al Curții Domnești din Suceava. Clădește cea mai veche cetate din piatră din Suceava, Cetatea Șcheia, pe coasta dealului Zamca, în locul numit Șeptilici, de unde se puteau supraveghea drumurile dinspre nord și vest. Săpăturile arheologice au scos în evidență forma de romb a cetății, cu latura de 36 m în interior, cu ziduri de 3 m grosime, cu un turn și trei contraforturi puternice și cu șanț de apărare. Cetatea s-a distrus, probabil în urma unor alunecări de teren, în timpul domniei lui Alexandru cel Bun. Imediat după construirea cetății Șcheia sau chiar în paralel cu aceasta, Petru I Mușat a ridicat Cetatea de Scaun.
Construită la limita de răsărit a orașului, pe pintenul terminal și abrupt al unui înalt și întins platou, Cetatea de Scaun putea supraveghea direct o mare suprafață din valea Sucevei și, prin posturi de supraveghere, controla un teritoriu practic foarte mare pe toate direcțiile. având un plan rectangular (36x40 m), cu turnuri pătrate de apărare la fiecare colț, Cetatea de Scaun avea șanțuri de apărare spre platou, în care erau înfipte țepușe și arici de metal.

## Epoca modernă

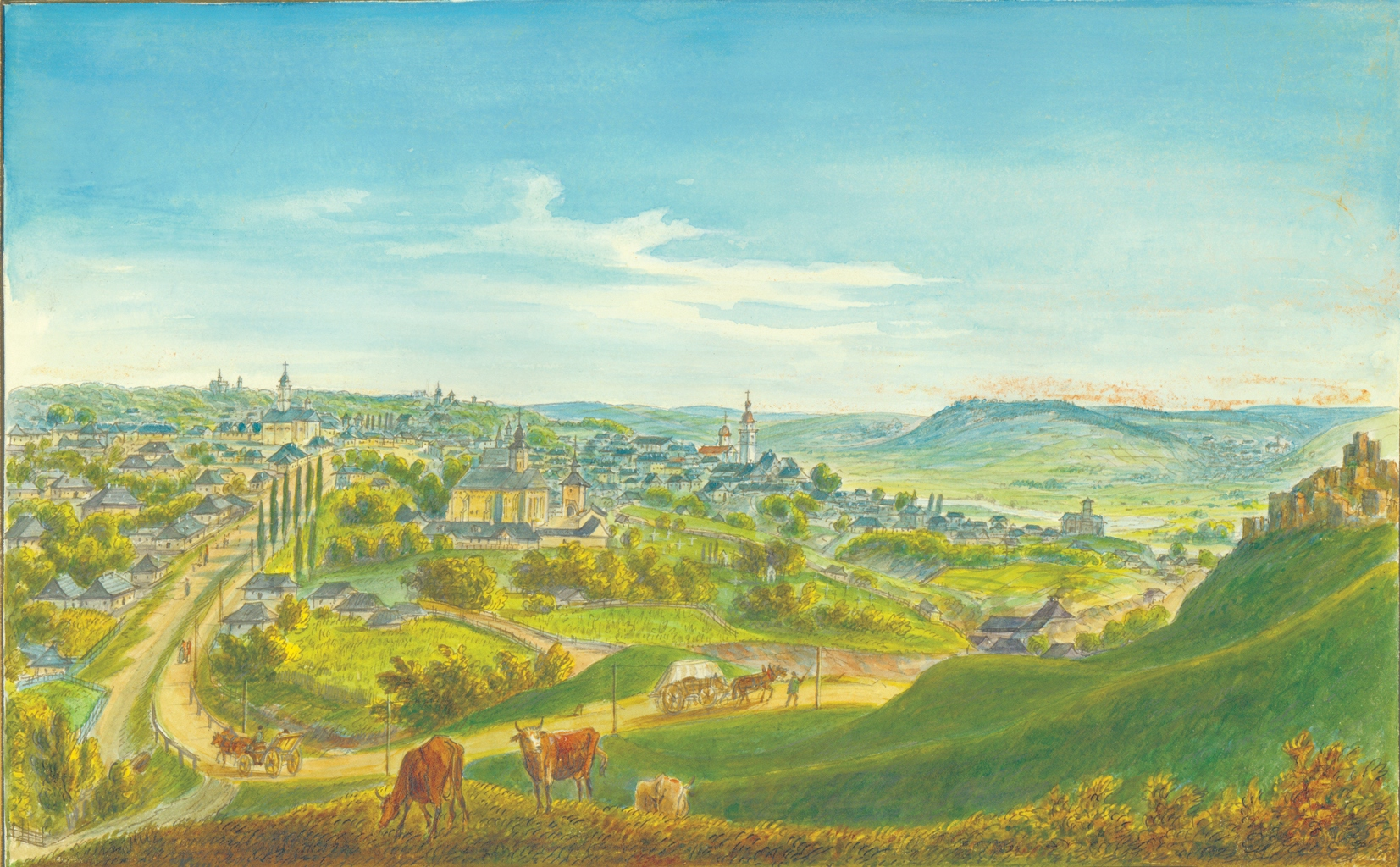
Pictură a orașului Suceava de Franz Xavier Knapp (1867)

În Epoca modernă, orașul Suceava a trecut sub administrația Imperiului Habsburgic împreună cu o parte mare din nordul Principatului Moldovei, ulterior denumită Bucovina (Bukowina sau Buchenland în limba germană sau Ținutul/țara fagilor în traducere) în urma Tratatului Kuciuk-Kainargi (1774), fiind cedată de otomani austriecilor după războiului ruso-turc din 1768–1774. În perioada următoare în care Suceava a fost sub administrație habsburgică, orașul a fost ridicat la rangul de oraș comercial liber, fapt care i-a atribuit o autonomie comercială sporită precum și o serie de privilegii economice. Mai târziu, Suceava a trecut sub administrația Imperiului Austriac respectiv Austro-Ungariei, ceea ce a făcut ca mica urbe să se dezvolte și modernizeze mai mult, păstrându-și statutul de târg comercial cu o amplasare geografică strategică foarte bună la răscrucea dintre Europa de Est și cea Centrală (în special la sud-est cu Vechiul Regat). Dând la o parte clădiri din perioada medievală, austriecii au construit noi structuri arhitecturale administrative similare celor din Imperiul Habsburgic adaptate noilor vremuri (e.g., Palatul Administrativ). Satul Ițcani pe atunci a fost modernizat și transformat radical de autoritățile austriece care au colonizat localitatea cu mulți germani. În Ițcani a fost construită o gară, un pichet (la granița de pe vremuri cu Vechiul Regat), o biserică romano-catolică, o biserică evanghelică, precum și o școală generală. Astfel, Ițcani a devenit o comună cu două sate constitutive, mai precis Ițcanii Noi (germană Neu-Itzkany) precum și Ițcani Gară (germană Itzkany Bahnhof), ambele aparținând de Bezirk Suczawa.

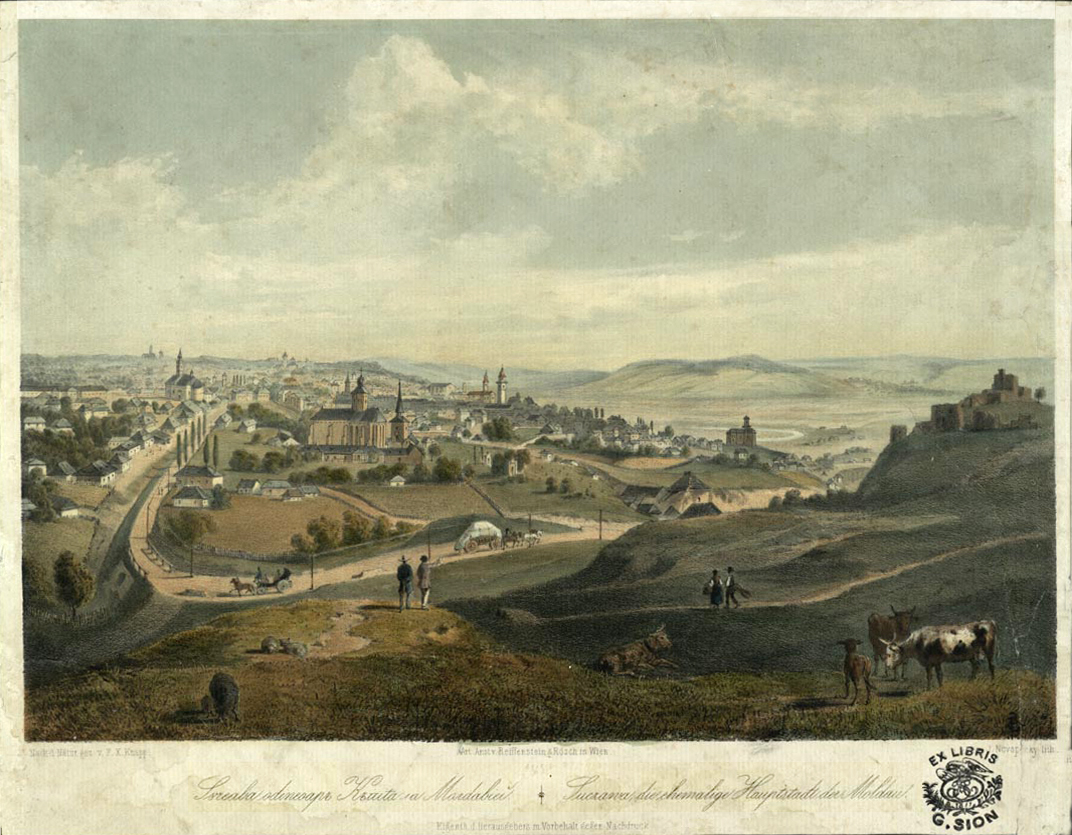
Orașul Suceava văzut la 1870, în timpul perioadei austro-ungare, pictură de Franz Xavier Knapp.
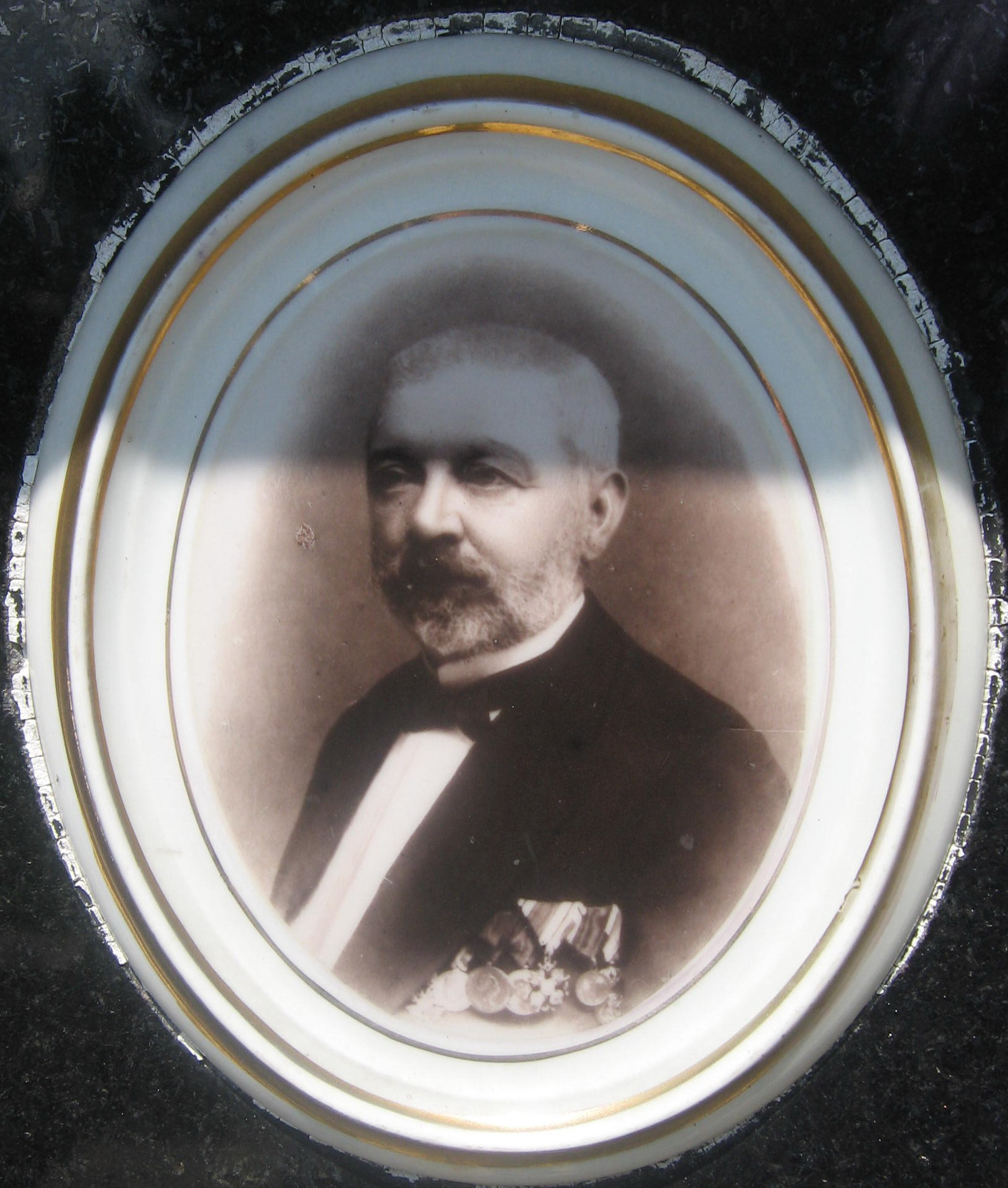
Franz Caveler de Loges, primarul modernizator de origine elvețiană al orașului Suceava între anii 1891–1914
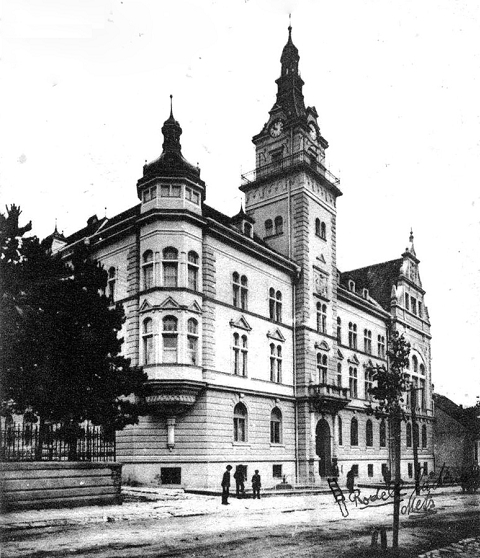
Palatul Administrativ din Suceava (germană Verwaltungspalast), clădire construită în stil neclasic
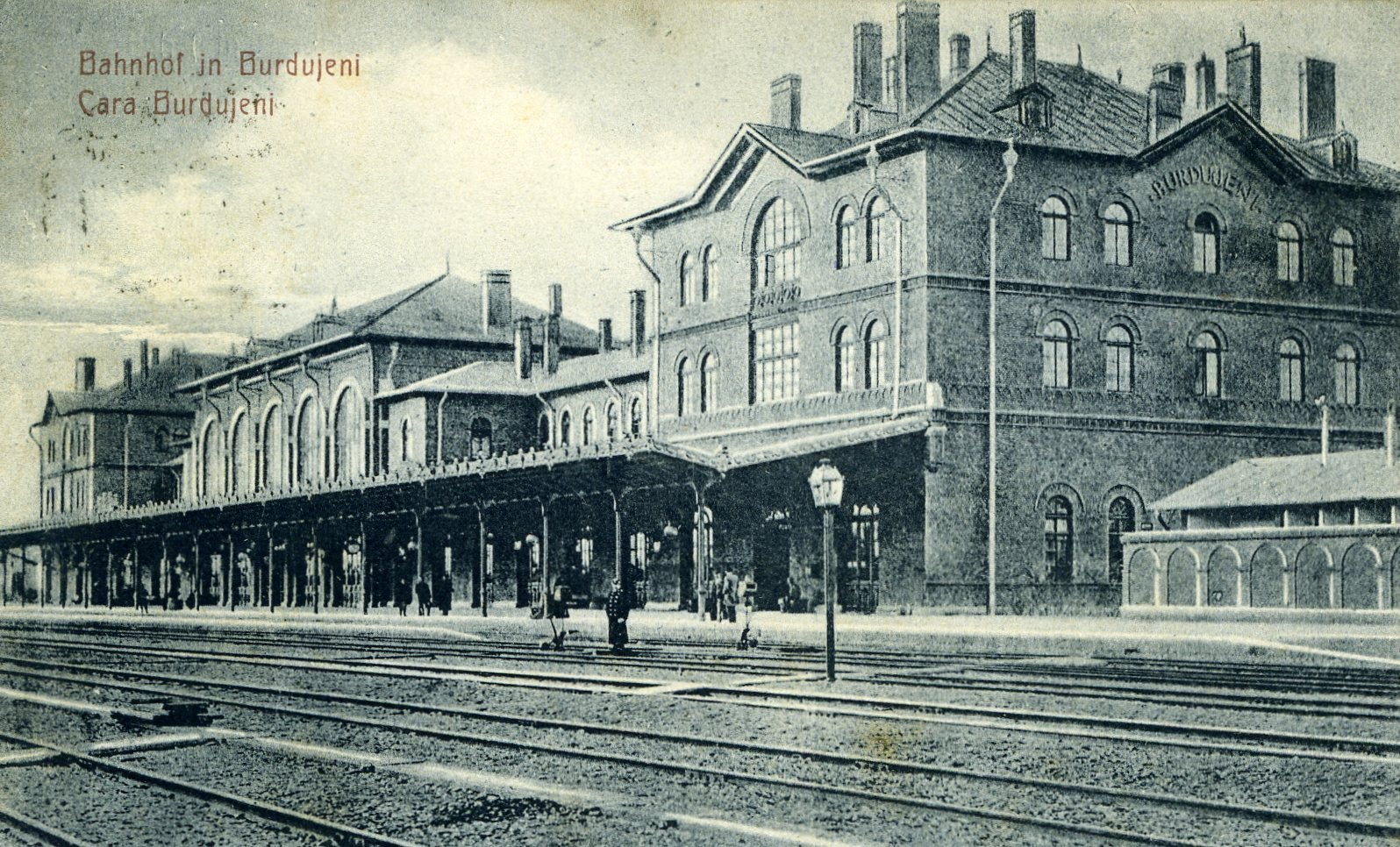
Gara Burdujeni din Suceava (germană Bahnhof Burdujeni), concepută după modelul celei din Fribourg, Elveția
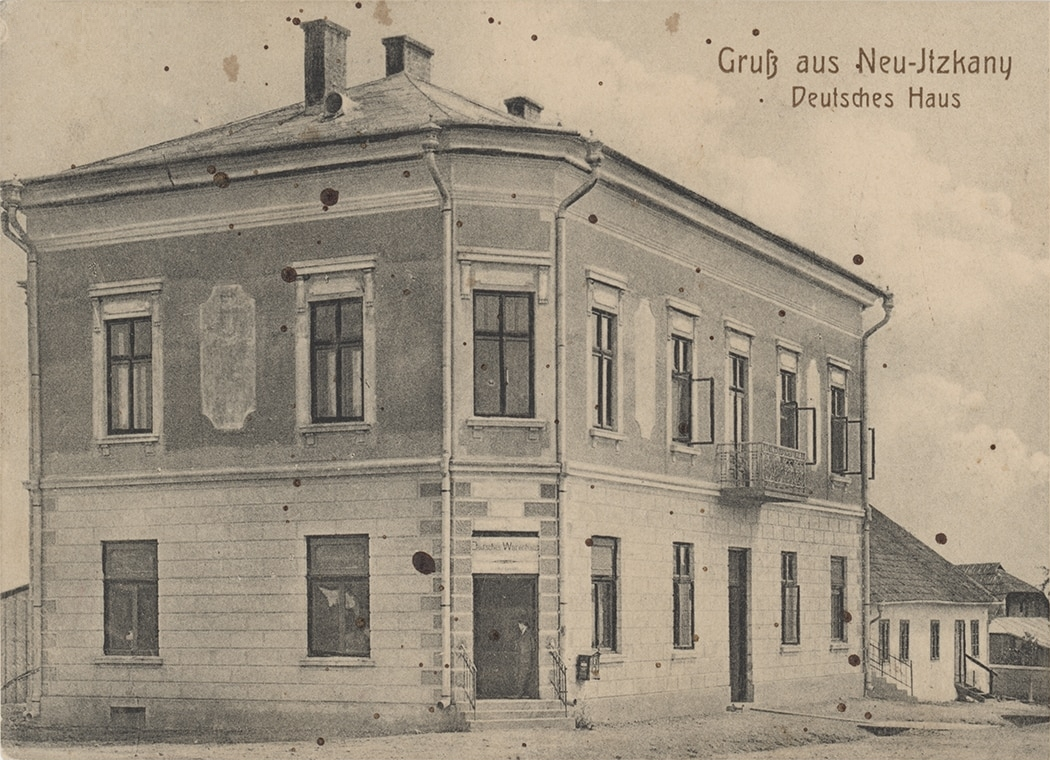
Casa germană din Ițcanii Noi (germană Deutsches Haus)
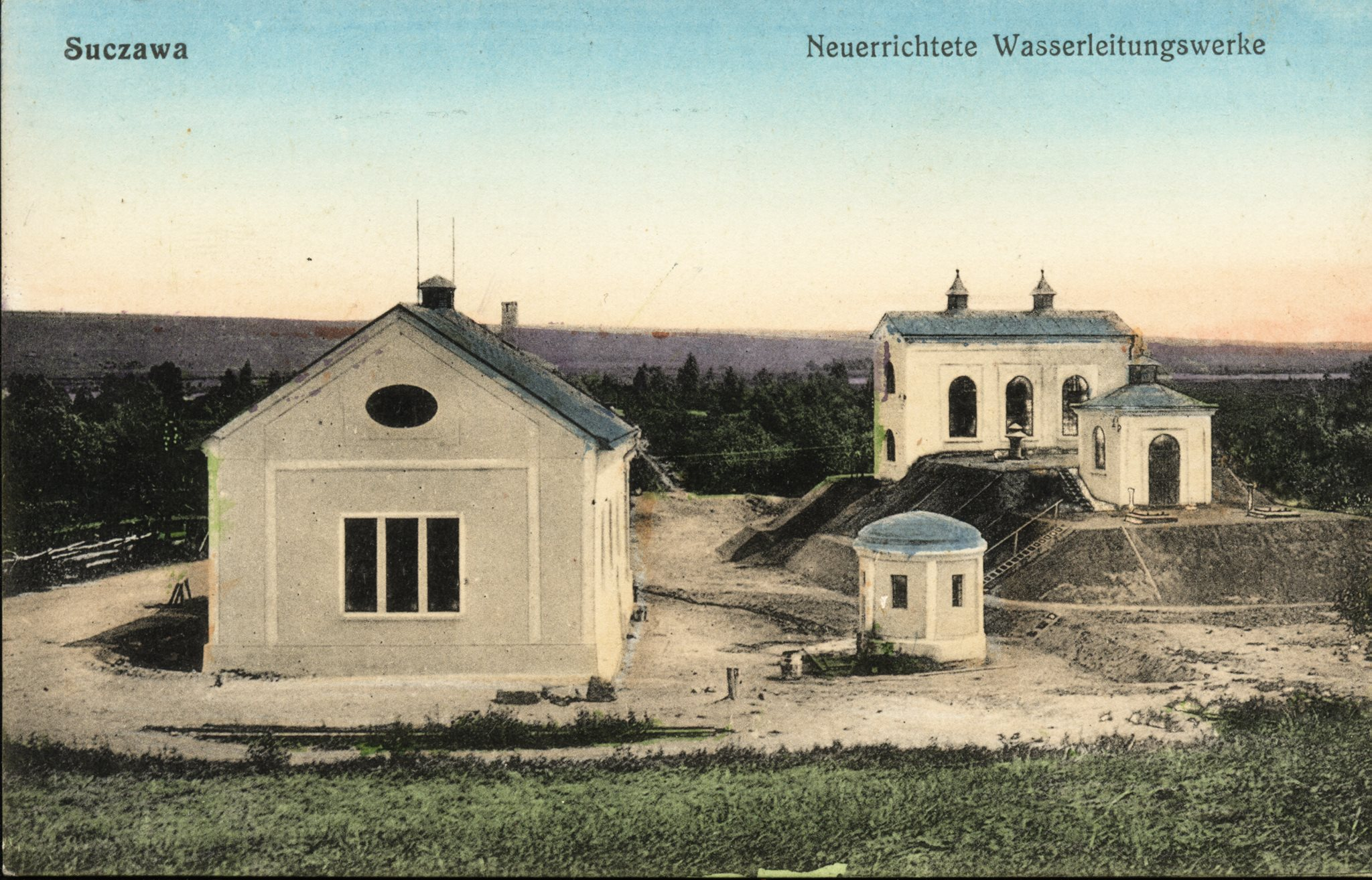
Uzina de apă din Ițcani (germană Neurrichtete Wasserleitungswerke)
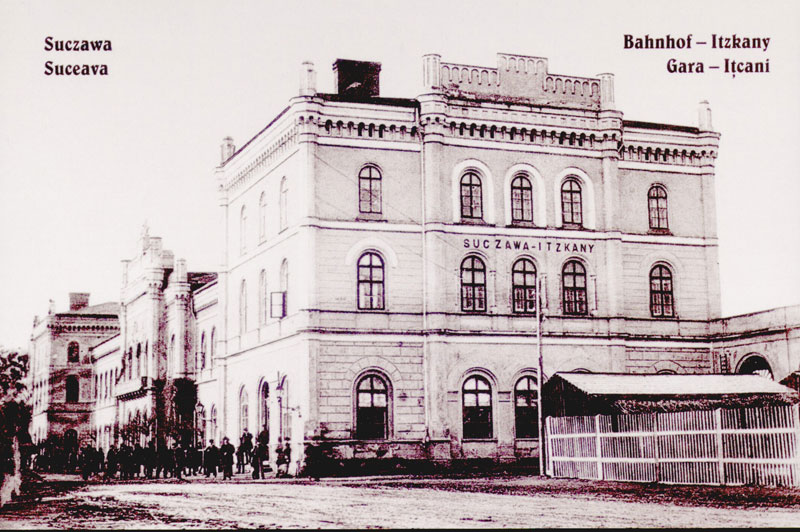
Gara din Ițcani (germană Bahnhof Itzkany) sau Gara Suceava Nord, construită în stil neogotic

## Epoca contemporană

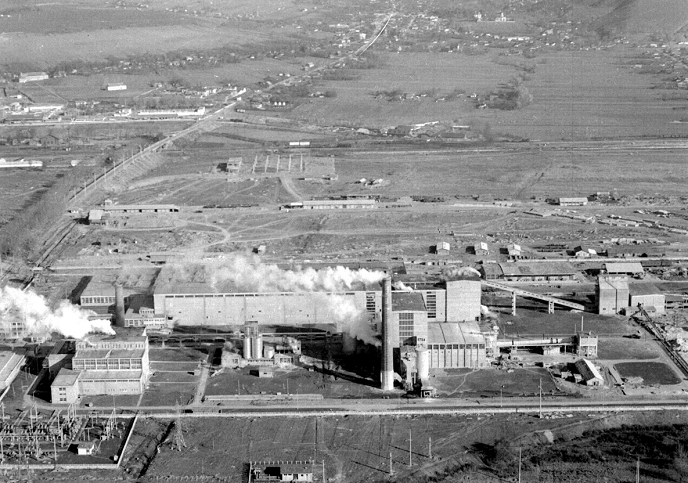
Platforma industrială Valea Sucevei din Burdujeni în comunism, vedere de sus.

După Primul Război Mondial, la fel ca întreaga regiune istorică Bucovina, Suceava a devenit parte a Regatului României în forma acestuia teritorială de apogeu (cunoscută ca România Mare în Perioada interbelică de asemenea), din 1918 făcând astfel parte neîntrerupt din România contemporană, sub diferitele forme statele ale acesteia, de la cea comunistă, incluzând atât Republica Populară Română (RPR) cât și Republica Socialistă România (RSR), până la republica postdecembristă. După unirea Bucovinei cu România, Suceava a rămas un oraș multicultural din punct de vedere etnic și religios/confesional, unde toate etniile conlocuitoare trăiau în armonie și toleranță reciprocă. În timpul și după cel de-Al Doilea Război Mondial, comunitatea germanilor din oraș a început să scadă gradual, în cvasi-mare parte dată fiind strămutarea forțată a majorității germanilor bucovineni în 1940 în teritoriile ocupate de Germania Nazistă în Polonia (mai precis în Guvernământul General) precum și de emigrările ulterioare din timpul comunismului a comunității de germani încă rămași în oraș către Germania de Vest (RFG/BDR), inclusiv cei din cartierul Ițcani (germană Itzkany). După terminarea celui de-Al Doilea Război Mondial, precum alți germani din România, unii germani bucovineni au fost deportați la muncă forțată în fosta Uniune Sovietică (URSS), ca „reparație de război”, deportarea acestor etnici germani fiind consemnată ulterior în volumul Deportation von Bukowinadeutschen in die Sowjetunion de Ortfried Kotzian, Ioana Scridon şi Luzian Geier, volum editat de asemenea de Forumul Democrat al Germanilor din România (FDGR/DFDR) - Forumul Regional Bucovina-Suceava, lansarea acestuia având loc la Muzeul de Științele Naturii din Suceava în anul 2016.
După instaurarea violentă și ilicită a regimului comunist în România, Suceava a experimentat un proces de industrializare, fapt care i-a crescut populația semnificativ de asemenea, economia orașului trecând de la cea de târg la cea de oraș industrial în economia centralizată comunistă a statului român. În anii 1960, Suceava a trecut de asemenea printr-un proces de sistematizare în cadrul căruia mai multe clădiri istorice au fost demolate (e.g. cele de pe fosta Franz Josef-Straße/Strada Franz Josef ulterior Strada Regele Ferdinand din centrul orașului). Începând cu anul 1951, au avut loc mai multe campanii arheologice în cadrul Cetății de Scaun a Sucevei (anul 1951 fiind anul în care s-a desfășurat primul șantier arheologic cu privire la studierea Evului Mediu în România, șantier condus de profesorul Ion Nistor). În anul 1975, în cadrul filmărilor pentru filmul Ștefan cel Mare - Vaslui 1475 în regia lui Mircea Drăgan, în zidurile cetății s-a tras cu tunul. În anul 1977, lucrările de restaurare din perioadă comunistă asupra Cetății de Scaun a Sucevei au fost sistate. După Revoluția Română din 1989, municipiul Suceava a intrat într-un declin economic (mai ales anumite fabrici) respectiv demografic pentru o anumită perioadă de timp. În anul 2017, Suceava a obținut titlul de „Destinație Europeană de Excelență”.
La începutul anilor 2020, municipiul Suceava a fost puternic afectat de pandemia de COVID-19 (Suceava fiind supranumită în media „Lombardia României”, dată fiind magnitudinea inițială a focarului de infecție cu SARS-CoV-2, ulterior municipiul înregistrând cea mai mică rată de infectare din țară pe timpul pandemiei de COVID-19 în România). În anul 2021, acoperișul Palatului Administrativ din Suceava a fost cuprins de flăcări în urmă unui incendiu, urmând a fi reabilitat (lucrările de reabilitare continuând încă pe parcursul anului 2025 de asemenea). În anul 2021, Suceava a fost un oraș candidat din România pentru titlul de Capitală Europeană a Culturii.

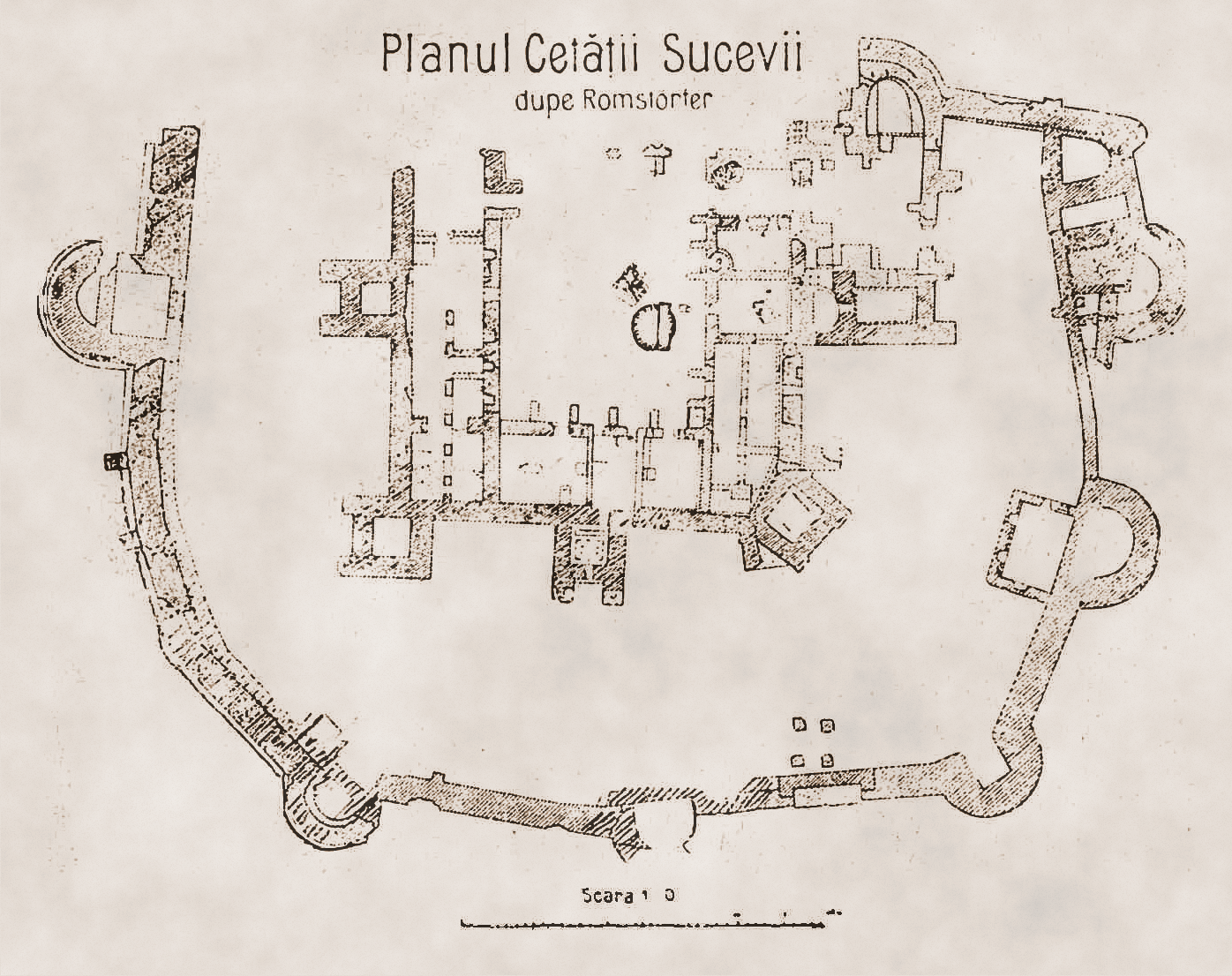
Planul Cetății de Scaun a Sucevei după arhitectul austriac Karl Adolf Romstorfer

În prezent, municipiul Suceava este un oraș cu o economie de piață precum și un centru universitar județean și regional, reprezentat de Universitatea „Ștefan cel Mare” din Suceava (USV). De asemenea, Cetatea de Scaun a Sucevei a fost restaurată parțial printr-un program REGIO cu ajutorul fondurilor europene în perioada 2011–2015. Anterior, cetatea a mai trecut prin ample lucrări de renovare în anul 2004. În prezent, Cetatea de Scaun a Sucevei găzduiește anul cel mai mare festival de artă medievală din România, mai precis Festivalul de Artă Medievală „Ștefan cel Mare” Suceava. Tot în privințe culturale, municipiul Suceava organizează anual anumite festivale muzicale, printre care cele mai importante sunt Bucovina Rock Castle sau Suceava Blues Festival (cel din urmă în memoria artistului Fani Adumitroaie).

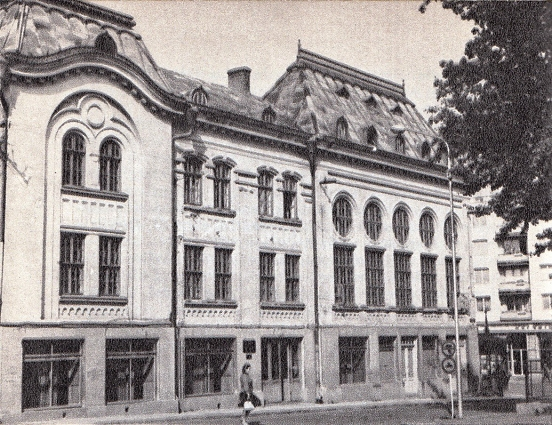
Casa Națională din Suceava, fotografiată la începutul secolului XX (clădirea nu mai există în prezent, fiind demolată în anii 1970 în cadrul procesului de sistematizare comunist al municipiului)
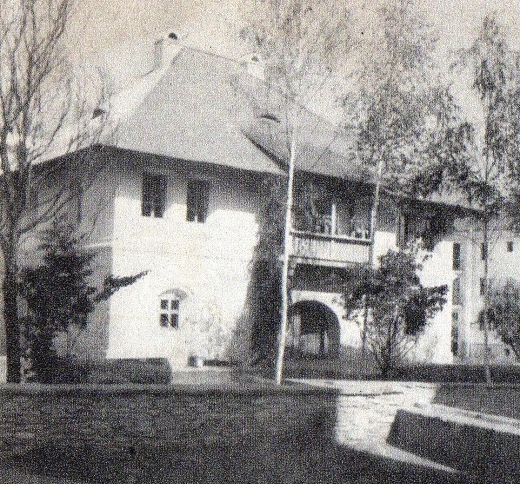
Hanul Domnesc din Suceava în perioada comunistă
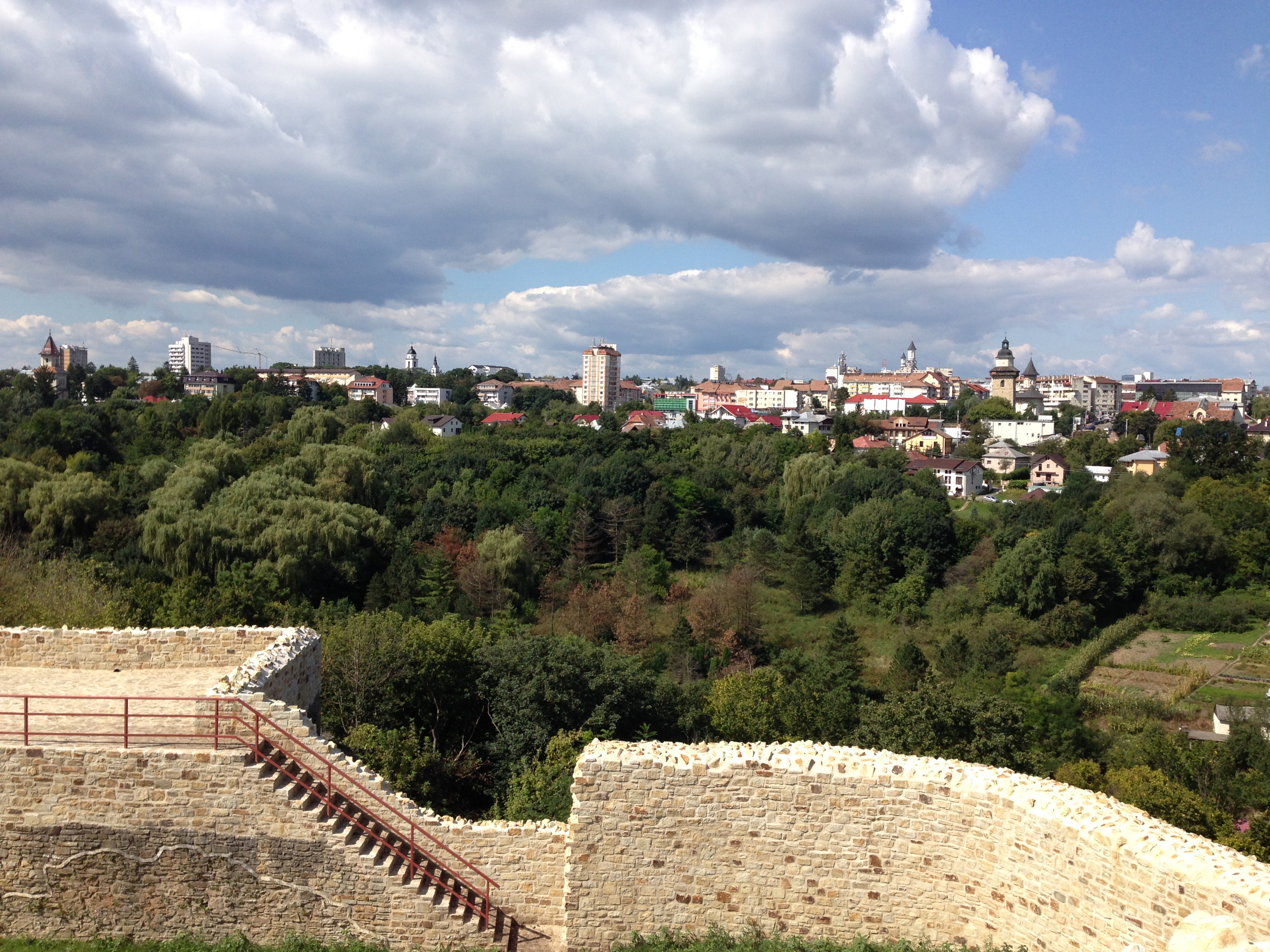
Centrul municipiului Suceava văzut din Cetatea de Scaun a Sucevei în anul 2014
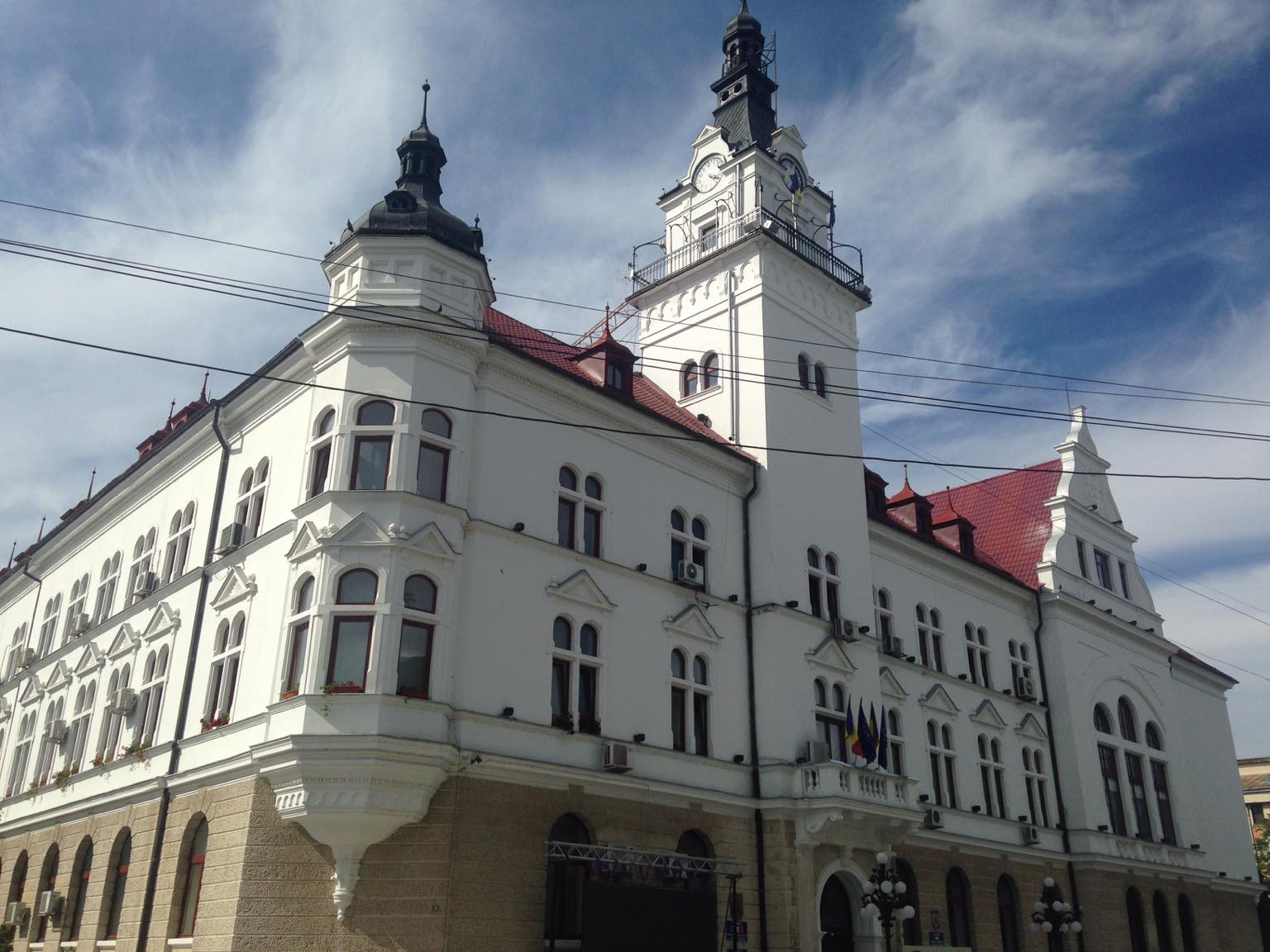
Palatul Administrativ din Suceava, sediul Prefecturii și Consiliului Județean Suceava (2020)
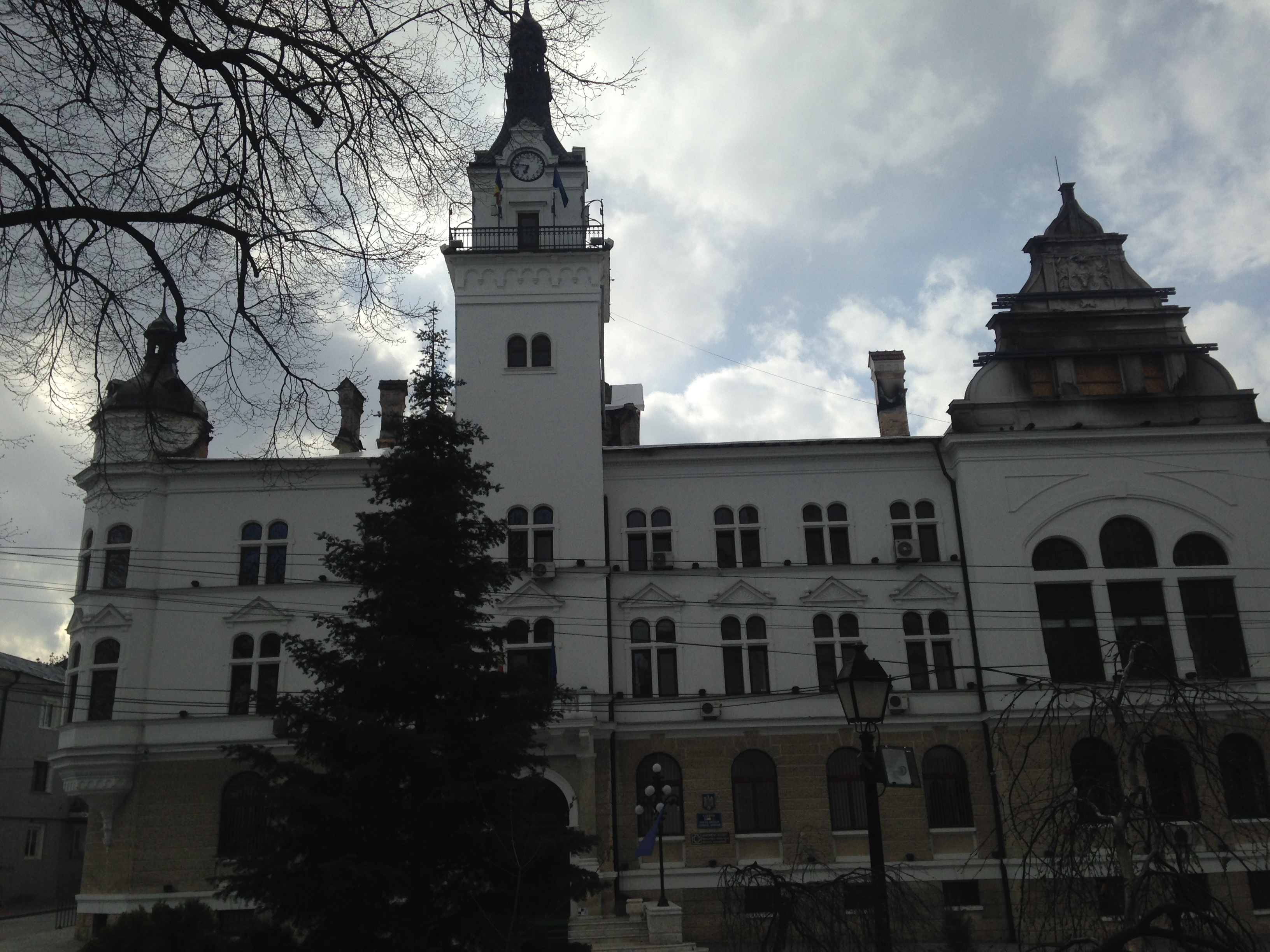
Palatul Administrativ din Suceava în luna aprilie a anului 2021, după incendiul din acel an care a cuprins acoperișul instituției
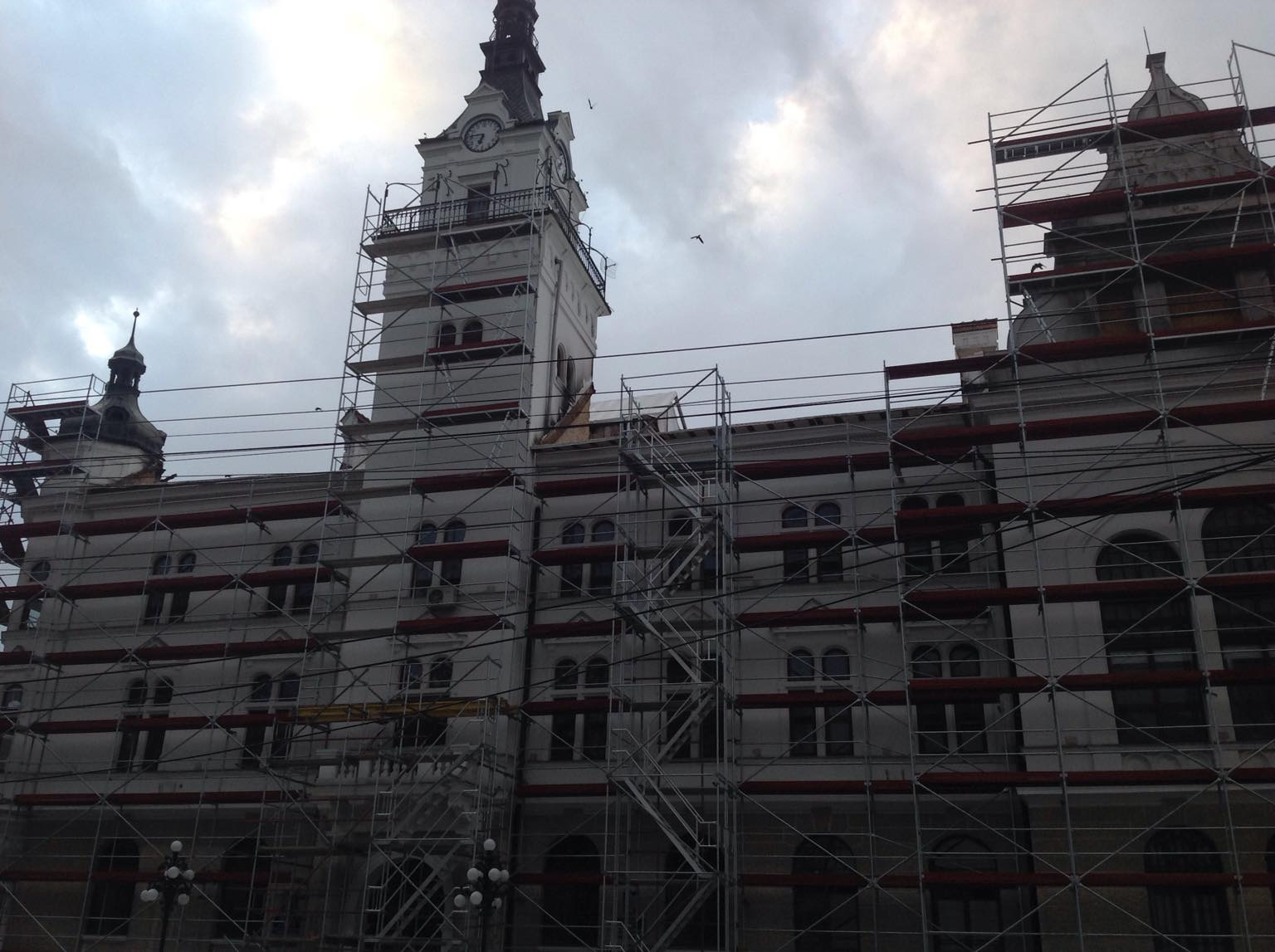
Palatul Administrativ din Suceava cu schele de construcție pentru lucrări de reabilitare în partea superioară a clădirii (2023)
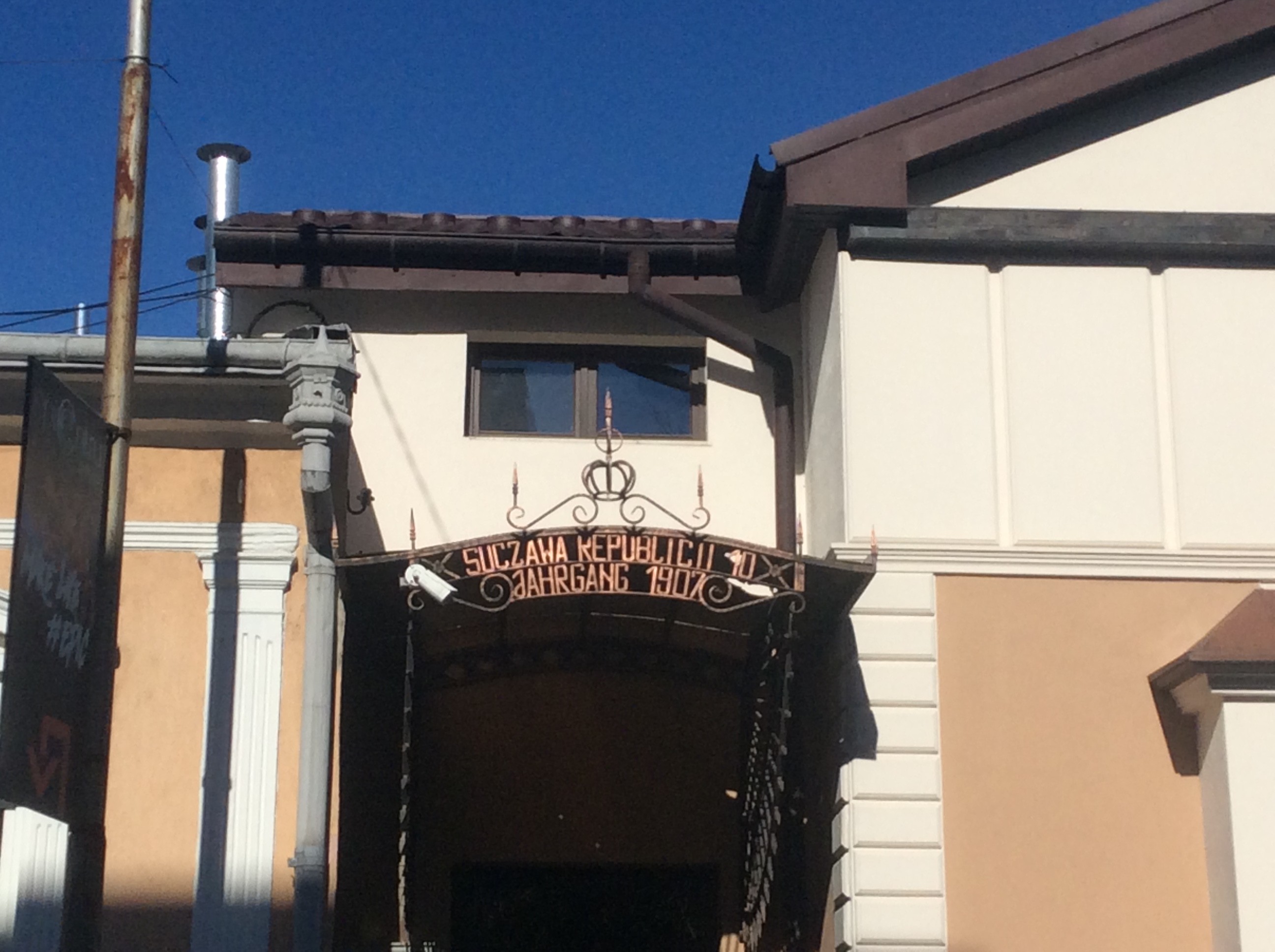
Restaurant cu inscripție parțială în limba germană din Suceava (Suczawa Republicii 10 Jahrgang 1907)
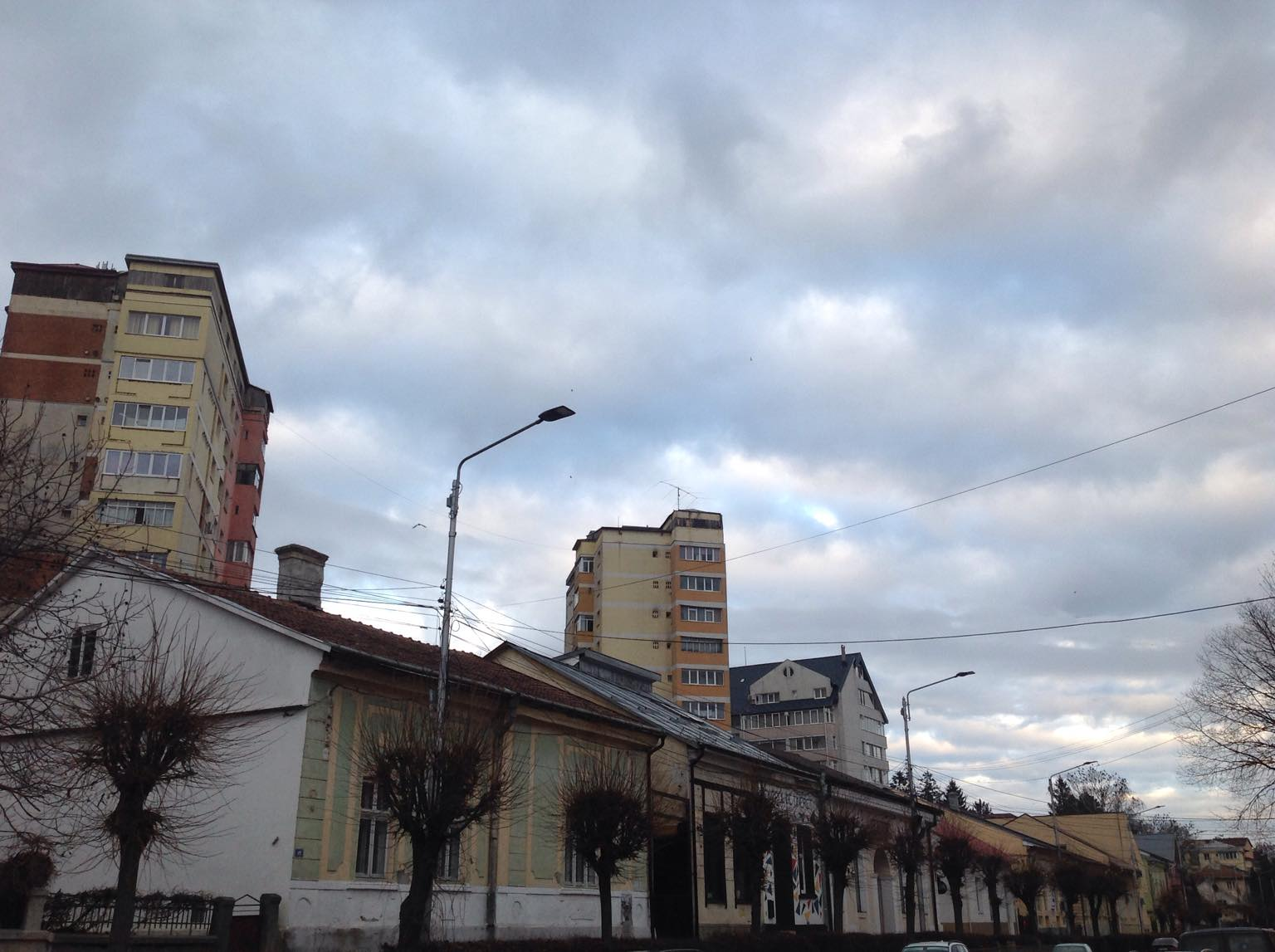
Clădiri istorice și blocuri turn din Suceava (2023)
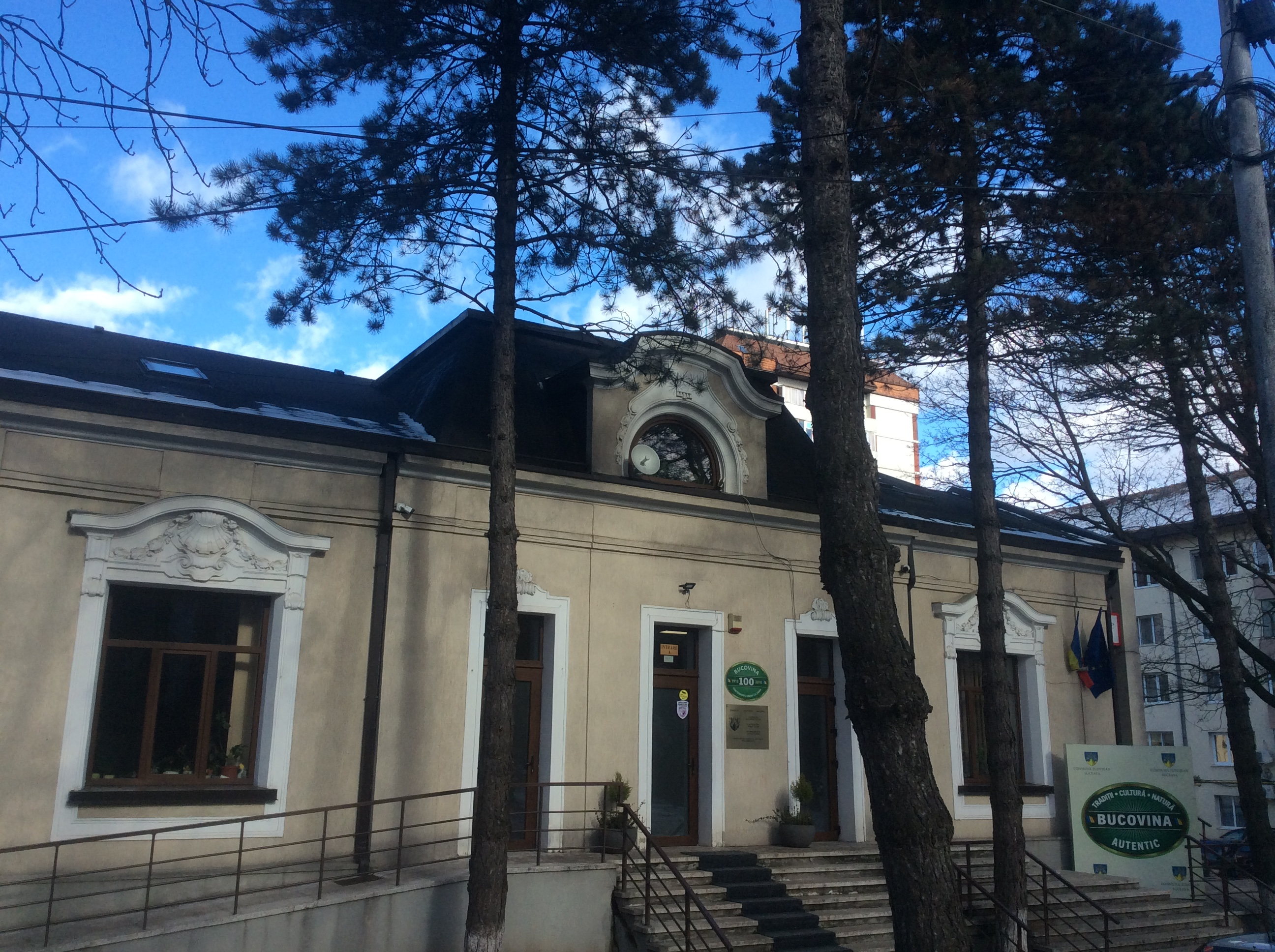
Casa Prieteniei (2023)
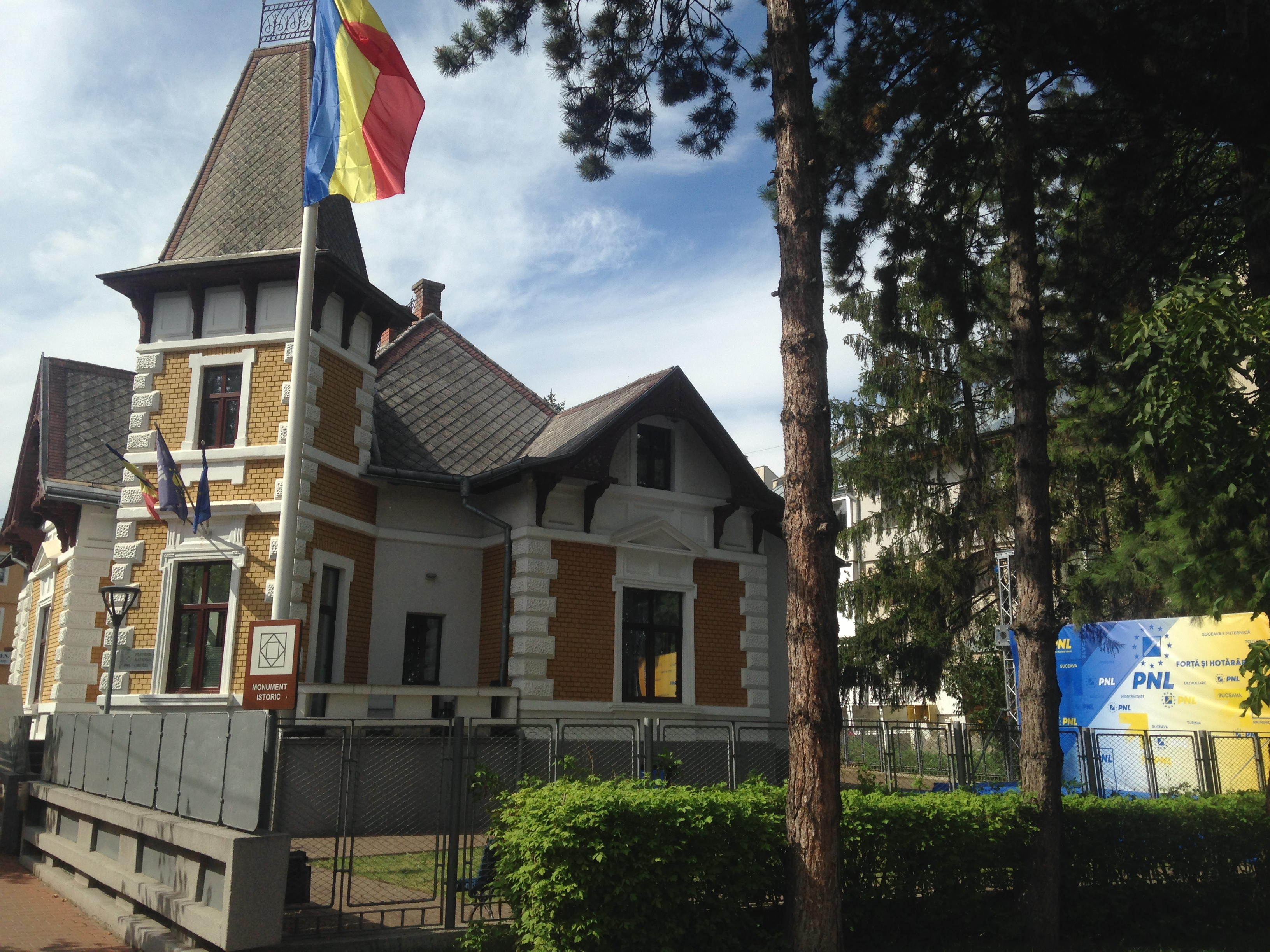
Casă istorică de pe Aleea Trandafirilor, actualmente sediul Partidului Național Liberal (PNL) din județul Suceava (2020)

## Galerie
Această secțiune de tip galerie include anumite clădiri sau monumente care sunt simboluri istorice ale Sucevei.

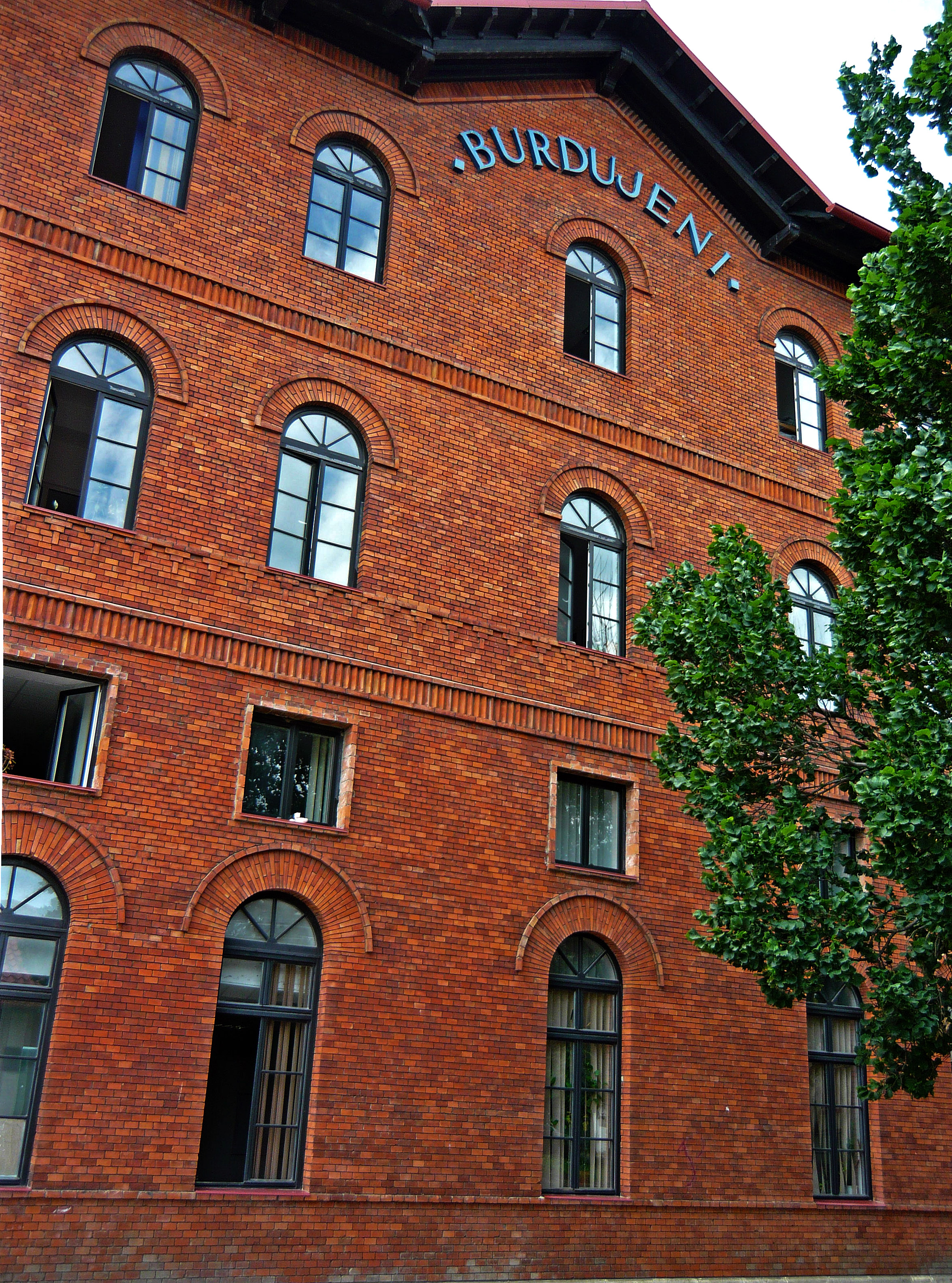
Fațada Gării Burdujeni
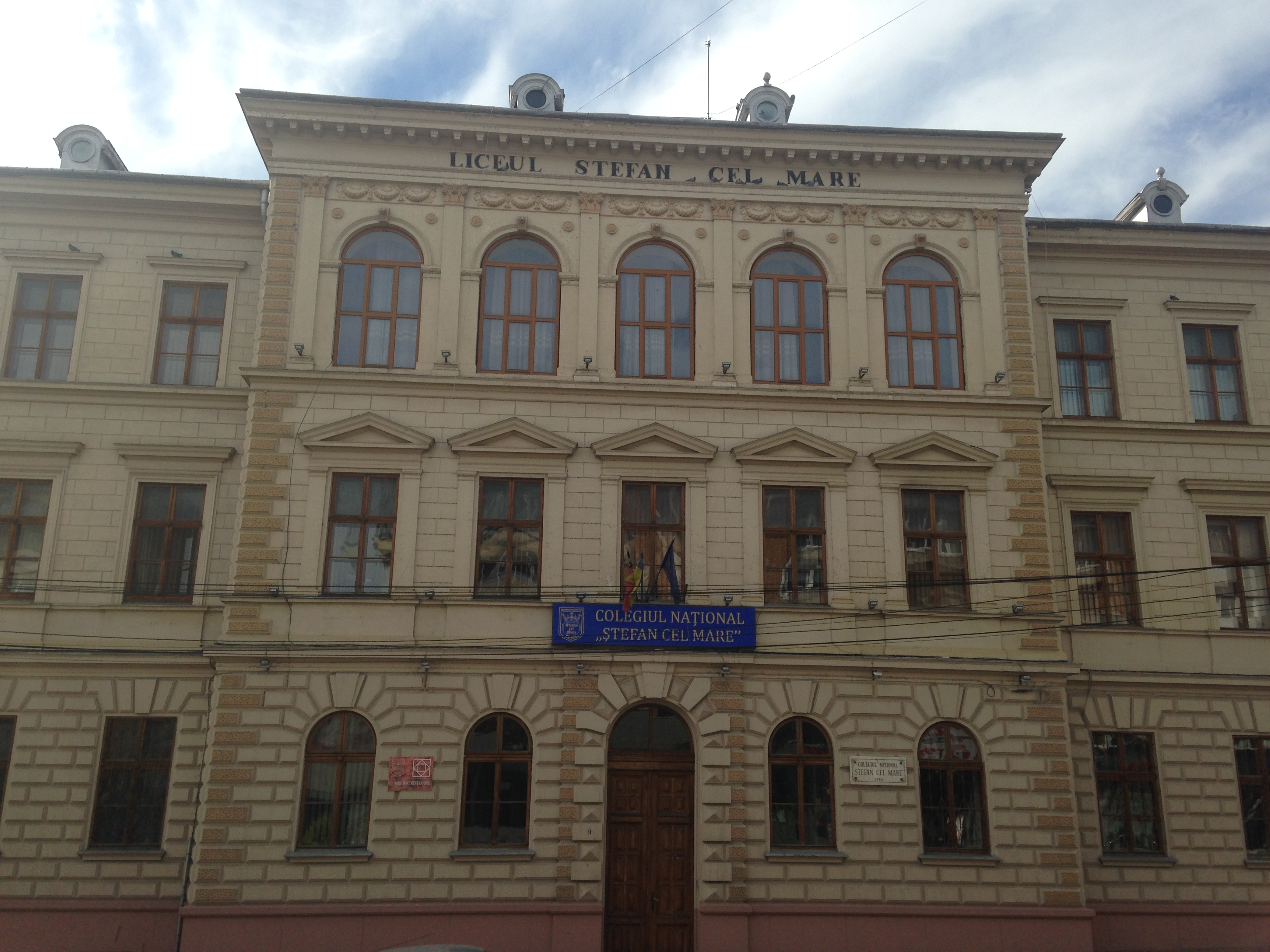
Colegiul Național „Ștefan cel Mare”
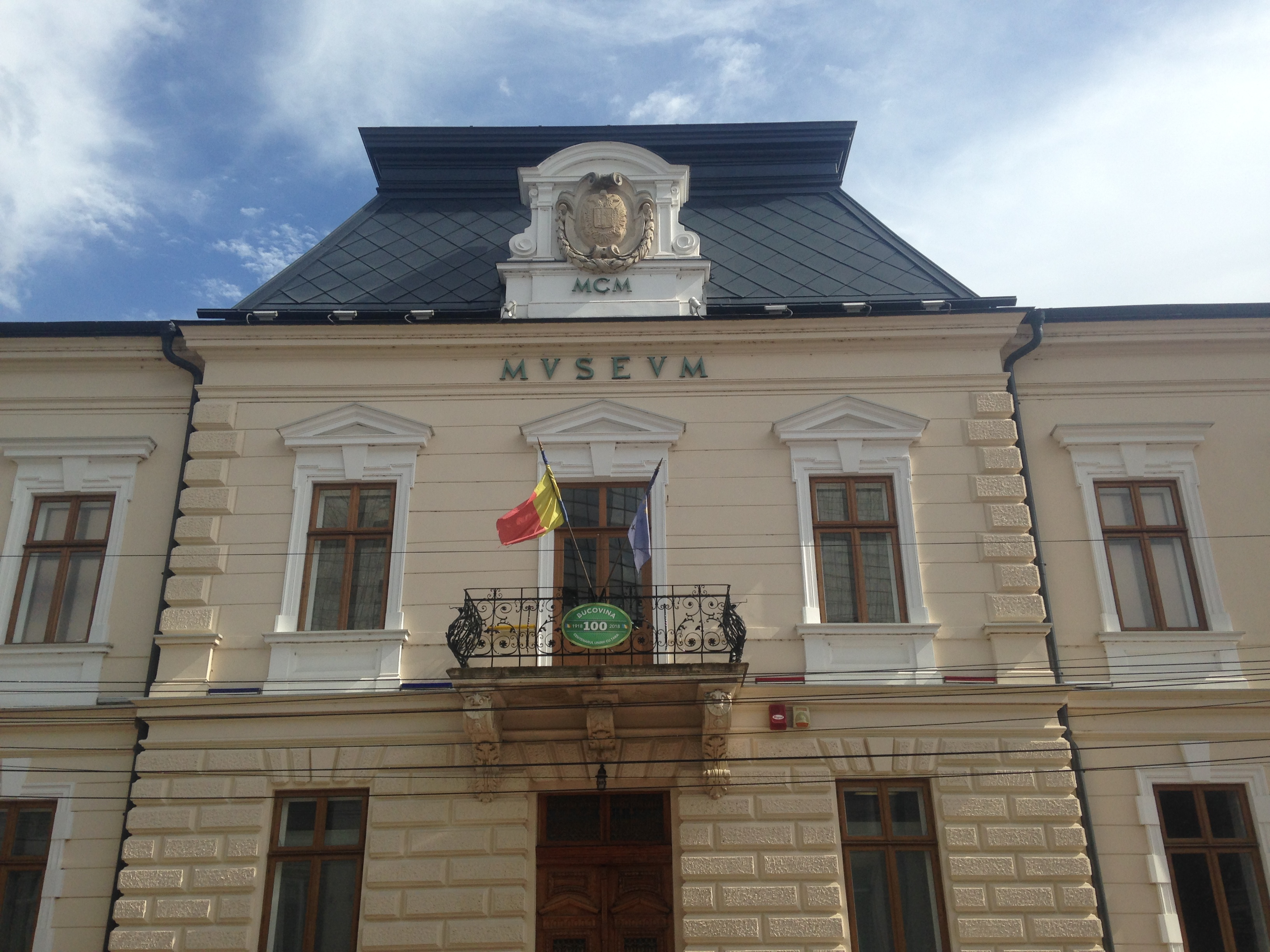
Muzeul Bucovina
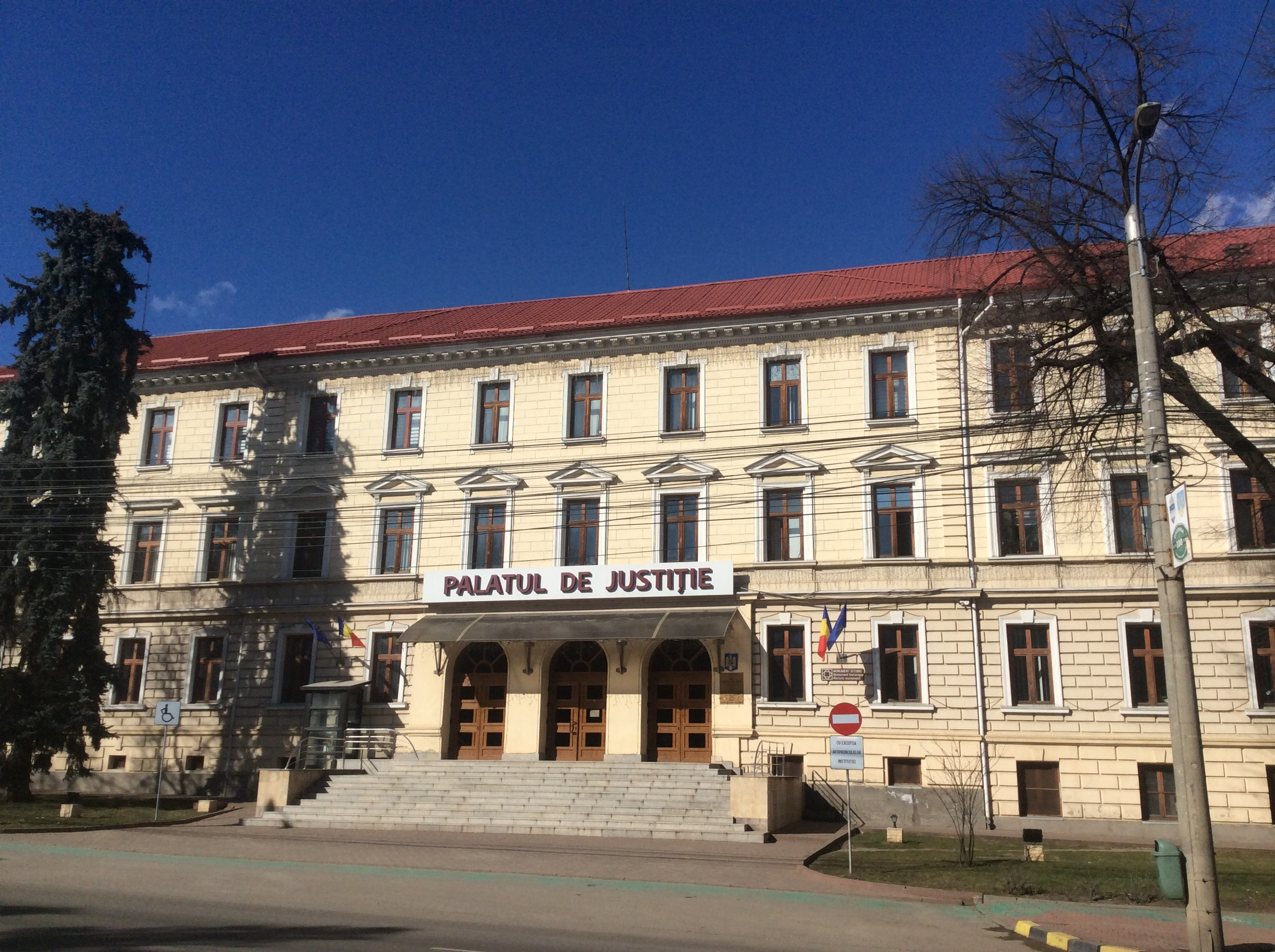
Palatul de Justiție (Tribunal, fostă închisoare)
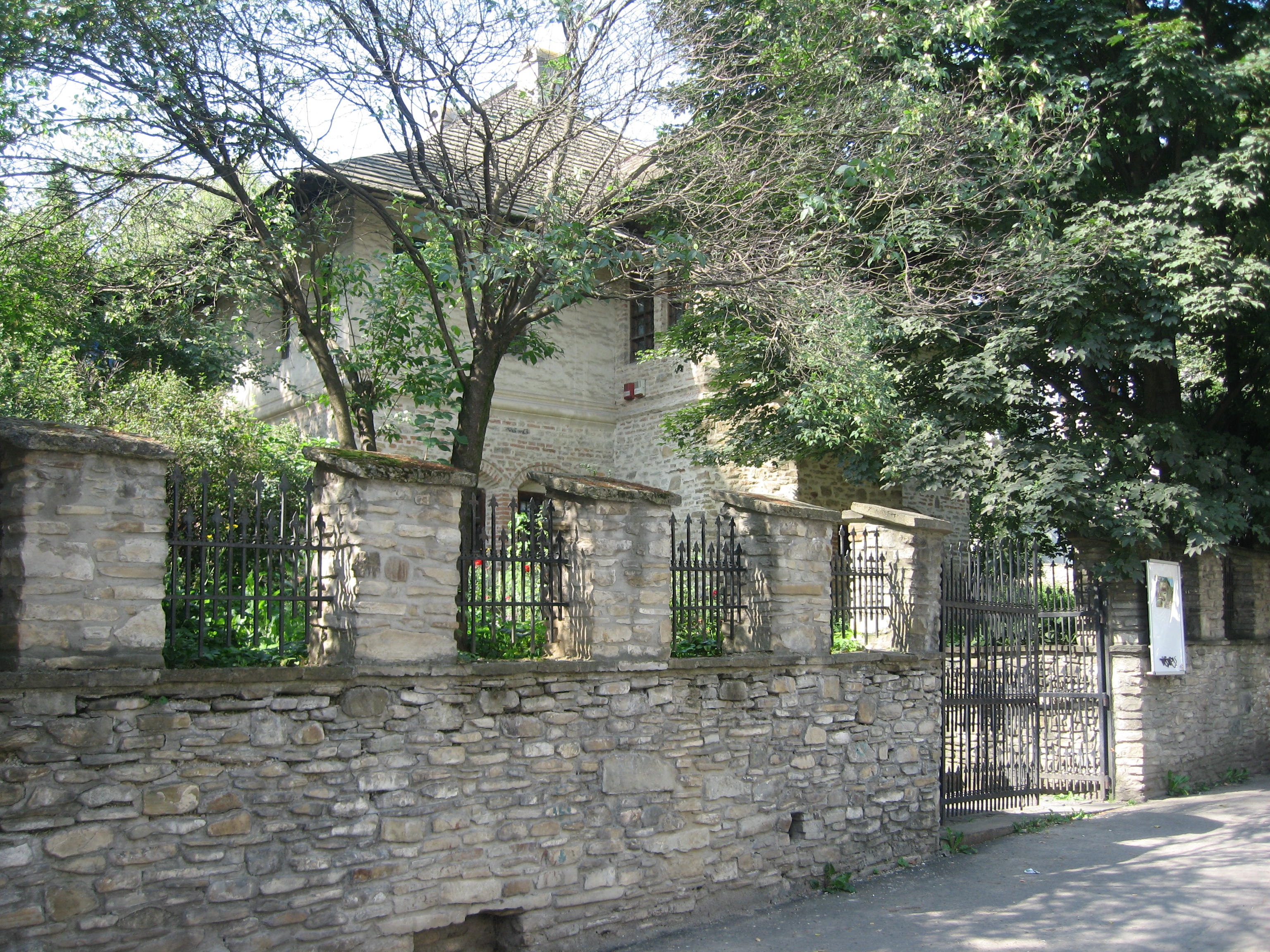
Hanul Domnesc (Muzeu Etnografic), cea mai veche clădire istorică din Suceava
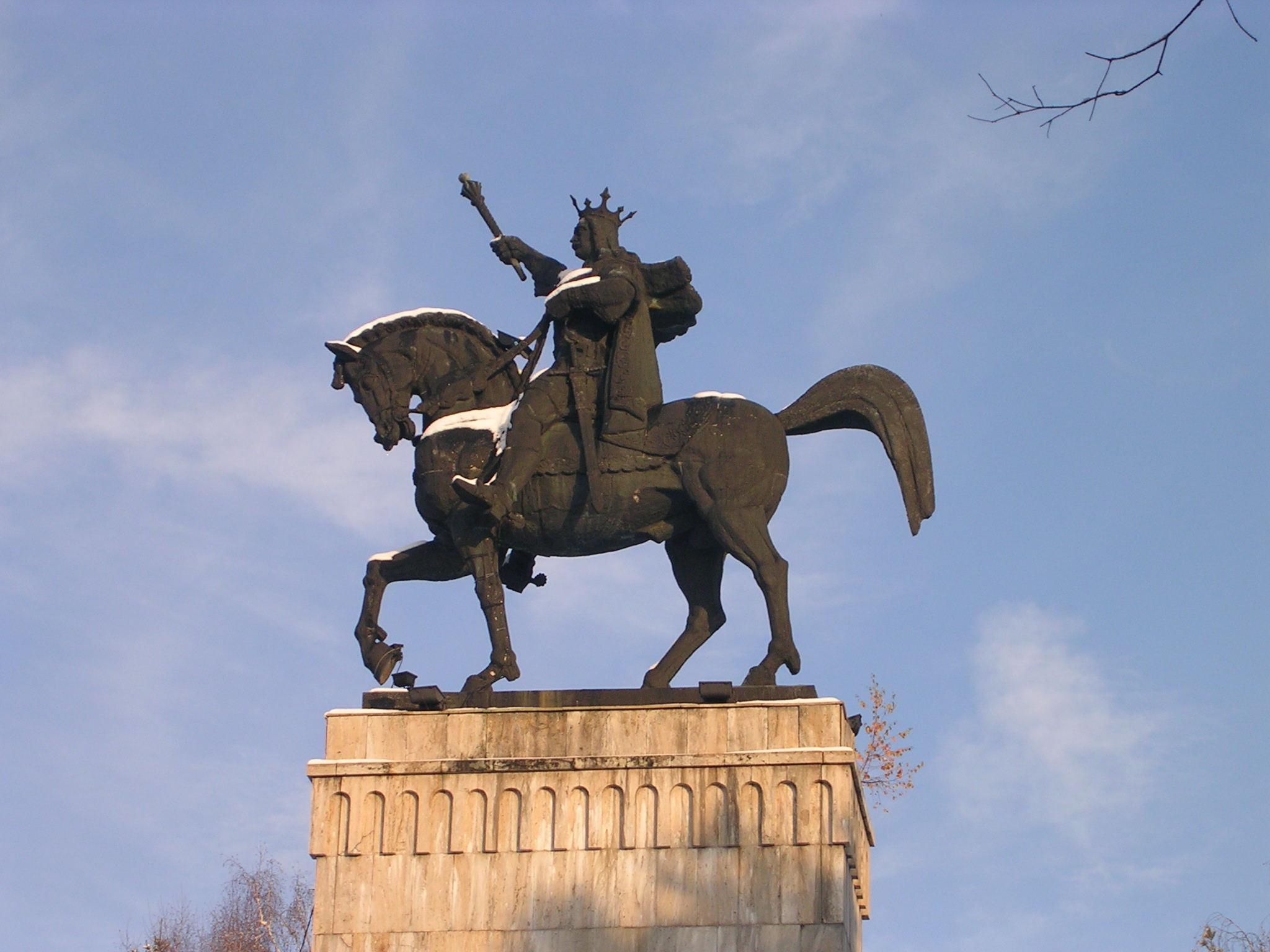
Statuia ecvestră a lui Ștefan cel Mare de pe drumul către Cetatea de Scaun
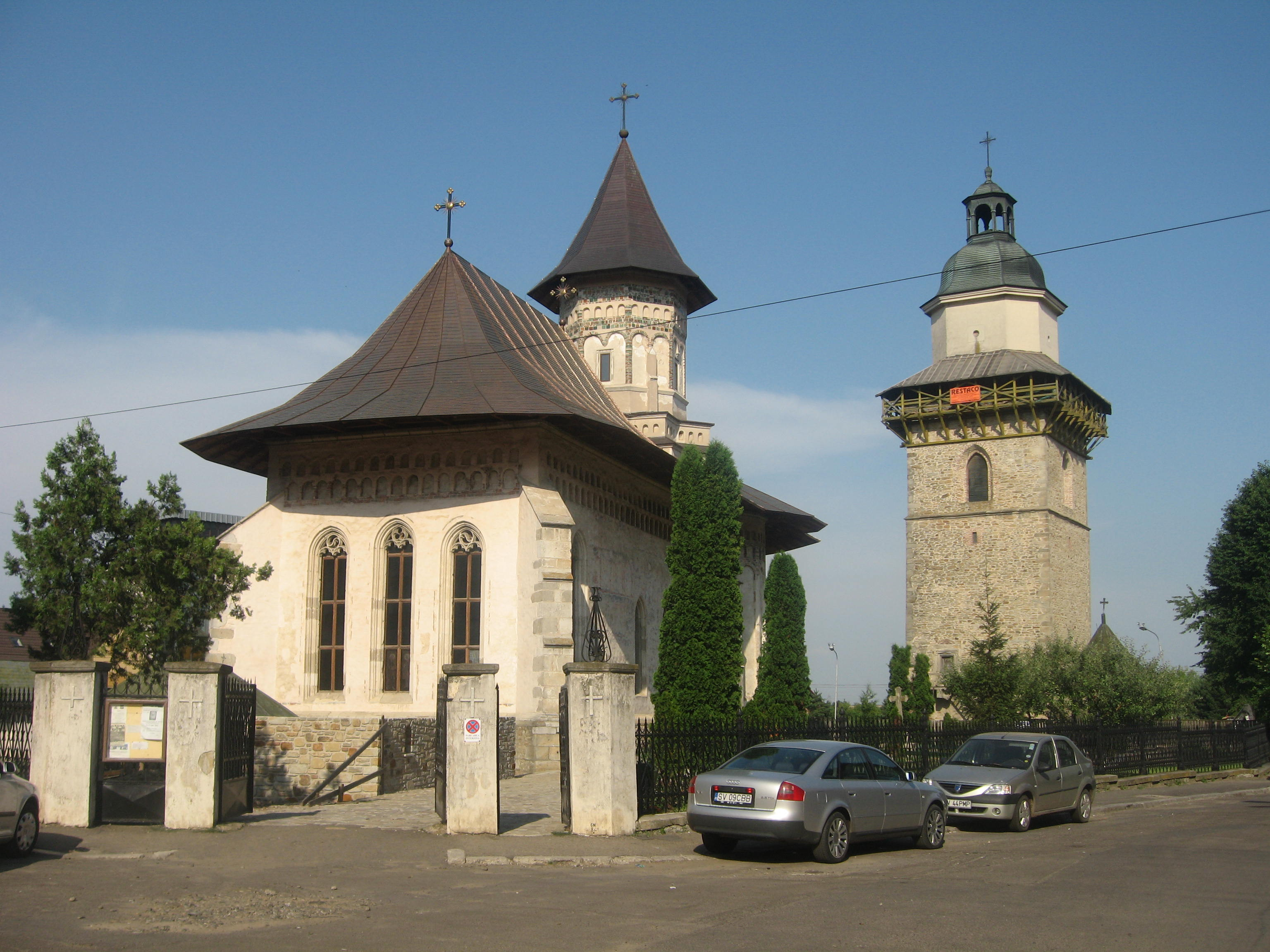
Biserica Sf. Dumitru
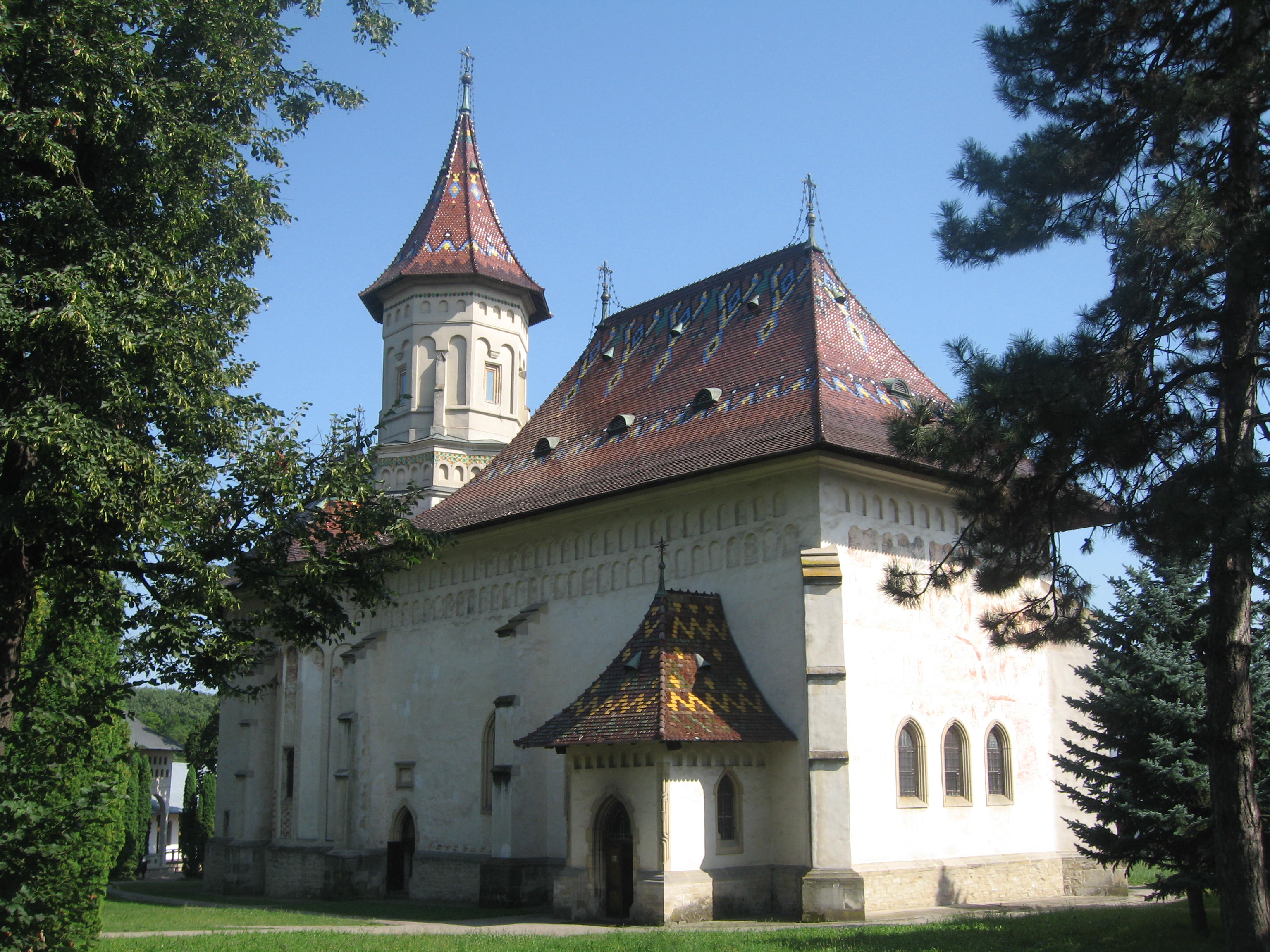
Mănăstirea Sf. Ioan cel Nou, monument UNESCO
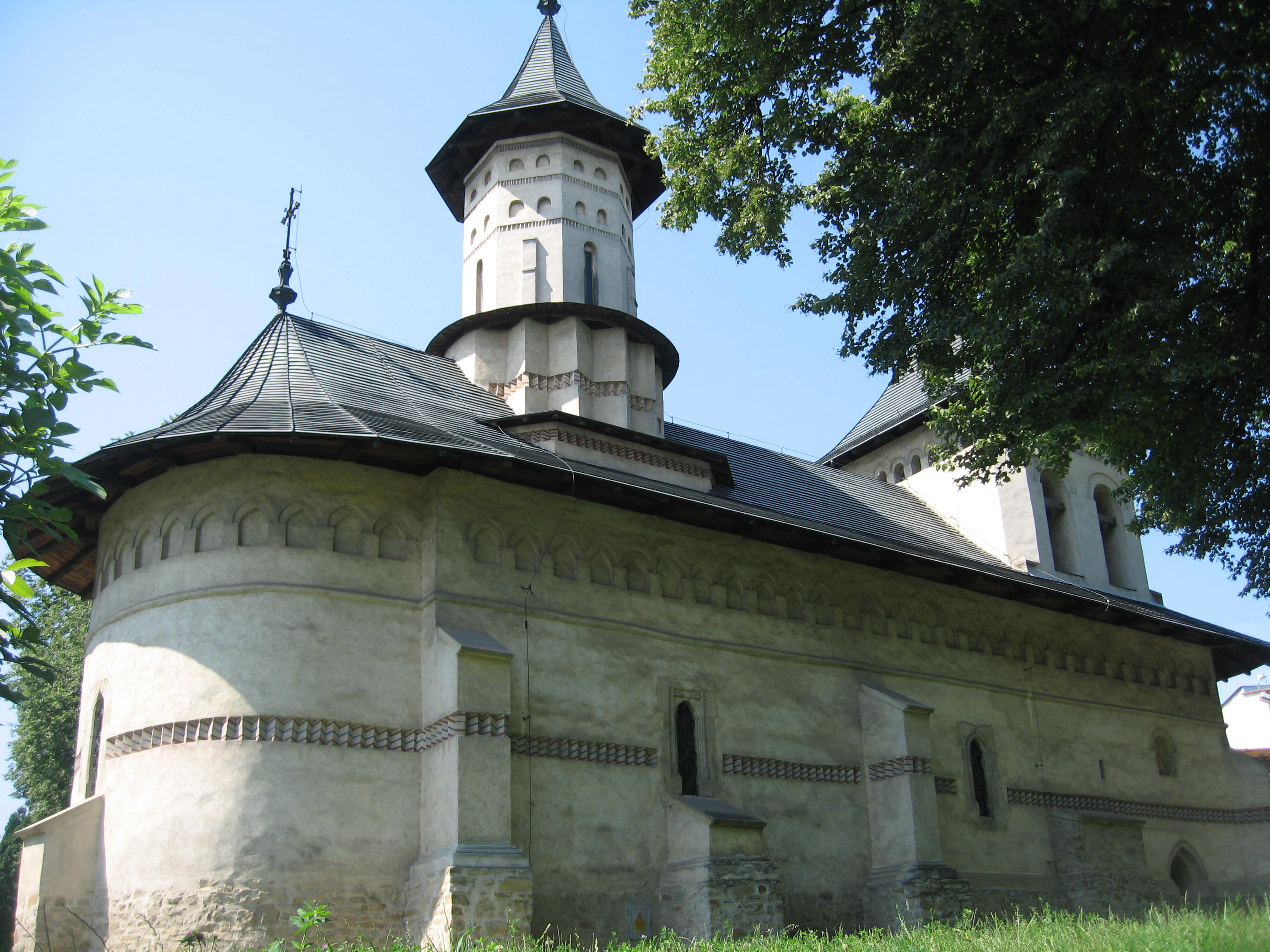
Biserica Sf. Nicolae
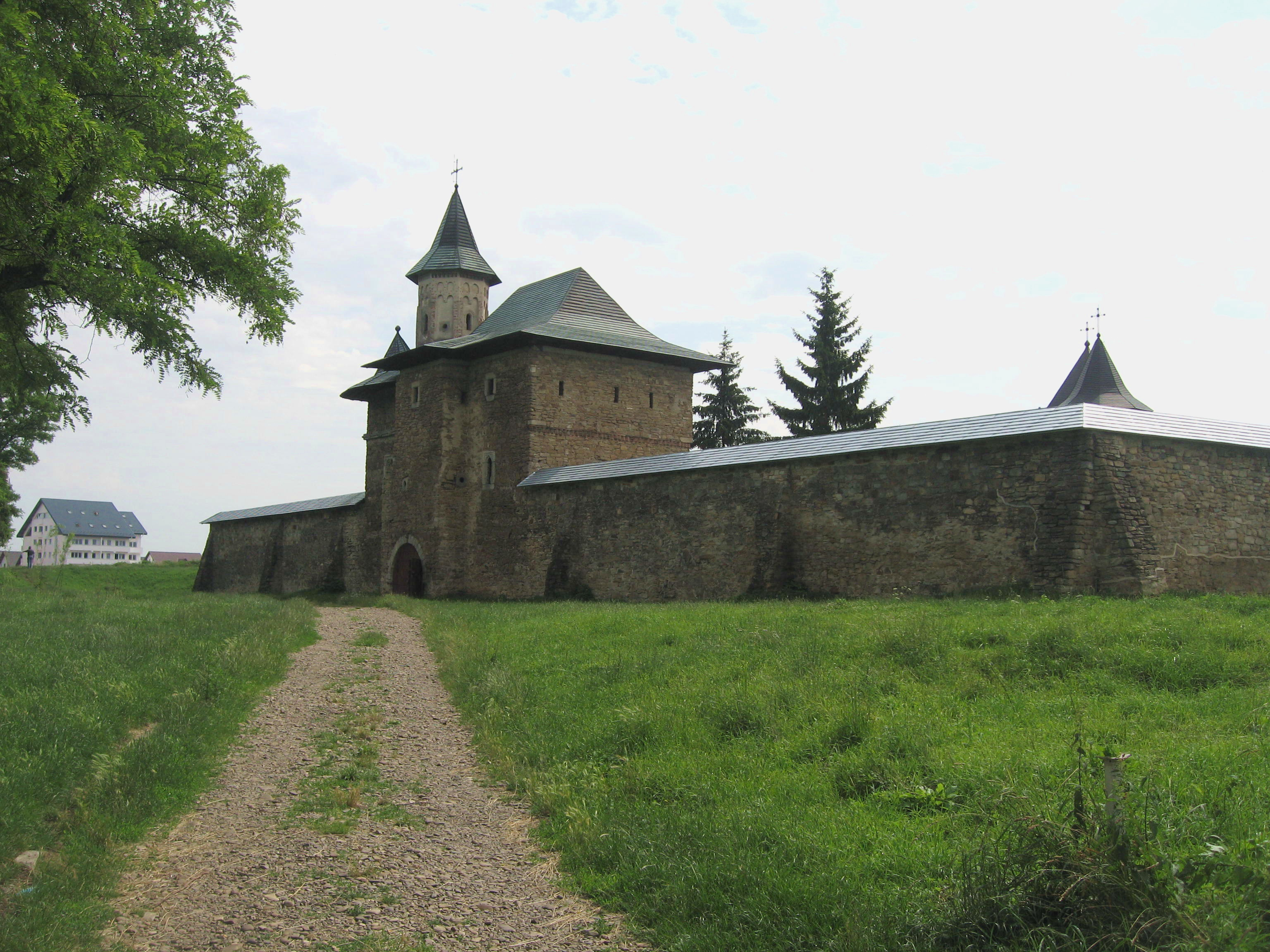
Mănăstirea armenească Zamca (numele acesteia înseamnă „loc fortificat” în limba poloneză)